# Traditionalisme (Espagne)
Pour les articles homonymes, voir traditionalisme.

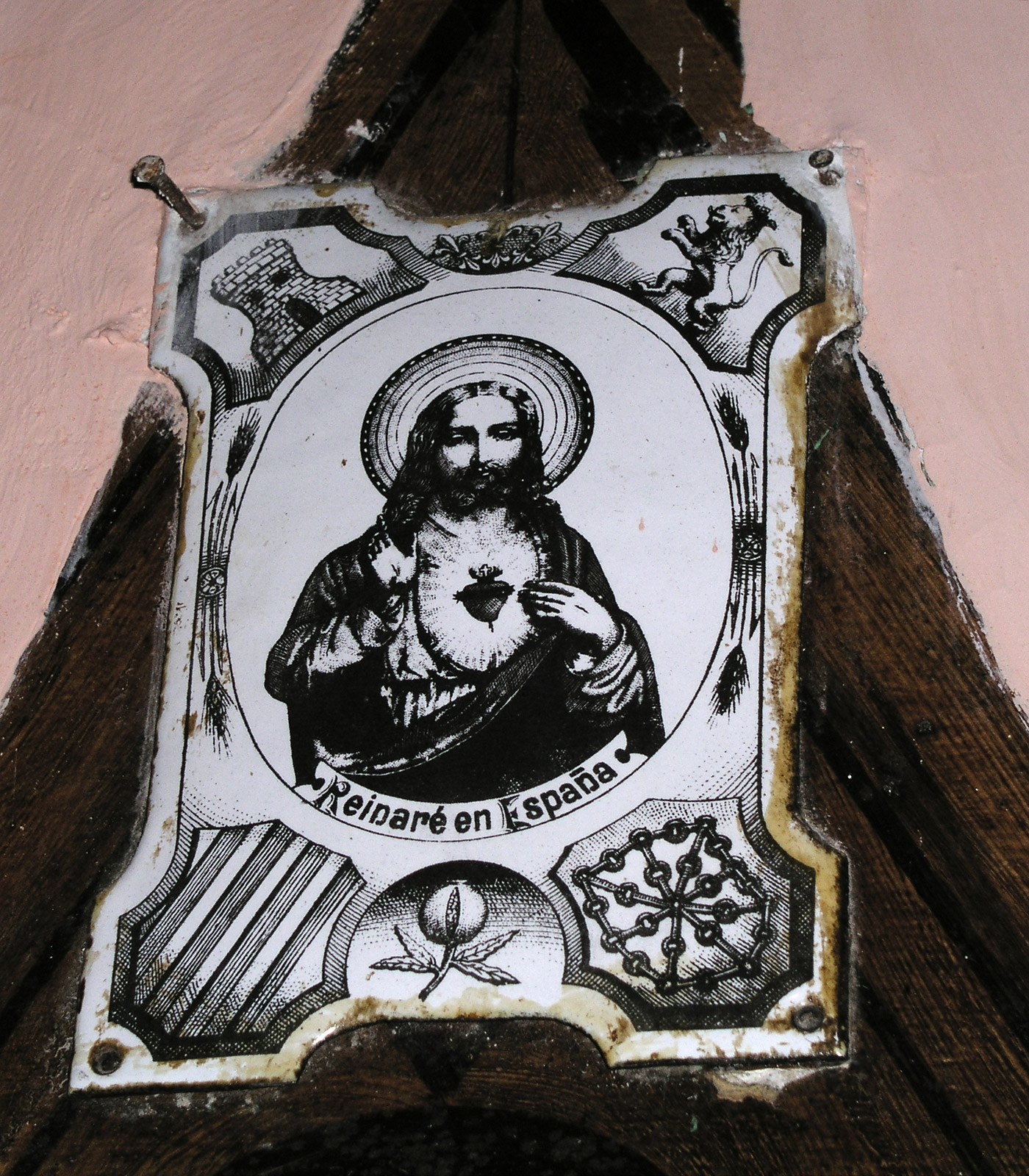
Je règnerai en Espagne, grande promesse du Sacré-Cœur de Jésus au père de Hoyos.

Le traditionalisme (en espagnol : tradicionalismo) est un courant politique royaliste, réactionnaire et antilibéral apparu en Espagne au début du XIXe siècle qui revendique un modèle d’État basé sur la monarchie d’Ancien Régime — les institutions médiévales et les fors — et l’unité catholique,. Rattaché au conservatisme traditionaliste, il est parfois défini comme synonyme (ou la déclinaison espagnole) de l’ultramontanisme,.
Sur le plan politique, il recherche la mise en œuvre du règne social de Jésus-Christ, avec le catholicisme comme religion d'État et les critères religieux catholiques régissant la moralité publique et tous les aspects juridiques de l'Espagne. En termes pratiques, il préconise une monarchie fondée sur des pouvoirs royaux forts, avec des freins et contrepoids fournis par une représentation organiciste et une société structurée de façon corporative. Le traditionalisme est une doctrine ultra-réactionnaire : il rejette des concepts tels que la démocratie, les droits de l'homme, le constitutionnalisme, le suffrage universel, la souveraineté populaire, la séparation des pouvoirs, la liberté religieuse, la liberté d'expression, la liberté de commerce, l'égalité des individus, le parlementarisme, etc. La doctrine traditionaliste fut adoptée comme cadre théorique du mouvement carliste, bien qu'elle ait également eu des incarnations non carlistes — le traditionalisme a généralement été identifié au royalisme absolutiste (ou « ultra »), au carlisme et à l’intégrisme ; les penseurs dits « néo-catholiques » du règne d'Isabelle II ont également été considérés comme représentants de la pensée traditionaliste, ainsi que d’autres auteurs de droite réactionnaires de la Restauration et de la Seconde République. —.
Le traditionalisme n'a jamais exercé d'influence majeure sur les élites dirigeantes espagnoles mais il a été capable par moments d'importantes mobilisations de masses. Certaines de ses idées ont infusé dans la pratique de dirigeants de la Restauration et de la Seconde République. Il a été revendiqué en tant qu’héritage par le franquisme.

## Histoire
Les origines du traditionalisme espagnol remontent à la fin du XVIIIe siècle. Sur le plan intellectuel, la théorie traditionaliste a connu trois sommets : dans les années 1840-1850 grâce aux œuvres de Jaime Balmes et Juan Donoso Cortés, dans les années 1890-1900 grâce aux travaux d'Enrique Gil Robles et Juan Vázquez de Mella, et dans les années 1950-1960 grâce aux œuvres de Francisco Elías de Tejada et Rafael Gambra. En termes d'impact sur la politique réelle, le concept a exercé une influence visible pendant le gouvernement de Ramón Narváez dans les années 1840-1850, et les dictatures de Miguel Primo de Rivera dans les années 1920 puis celle du général Franco dans les années 1940-1950. Aujourd'hui, le traditionalisme reste développé par une poignée d'intellectuels et chercheurs et constitue la base théorique de deux groupes politiques mineurs.
Le professeur Joachim Fernández considère Balmes et Aparisi y Guijarro comme les principaux théoriciens de la doctrine traditionaliste sous l'angle sociologique, et Donoso Cortés et Juan Vázquez de Mella sous l'angle théologique, chacun ayant développé une doctrine positive et une critique du libéralisme et du socialisme, en proposant également des réponses à la question sociale de leur temps.
Pour sa part, José Manuel Cuenca Toribio indique que Donoso, Aparisi y Guijarro, Vázquez de Mella et Víctor Pradera sont les figures les plus emblématiques dans la formation de la pensée contre-révolutionnaire en Espagne, bien qu'il soutienne que des auteurs tels que Inguanzo, Vélez, Sardá y Salvany ou Castro Albarrán soient ceux qui trouvèrent le plus d'écho et eurent la plus grande influence dans le pays.

### Antécédents

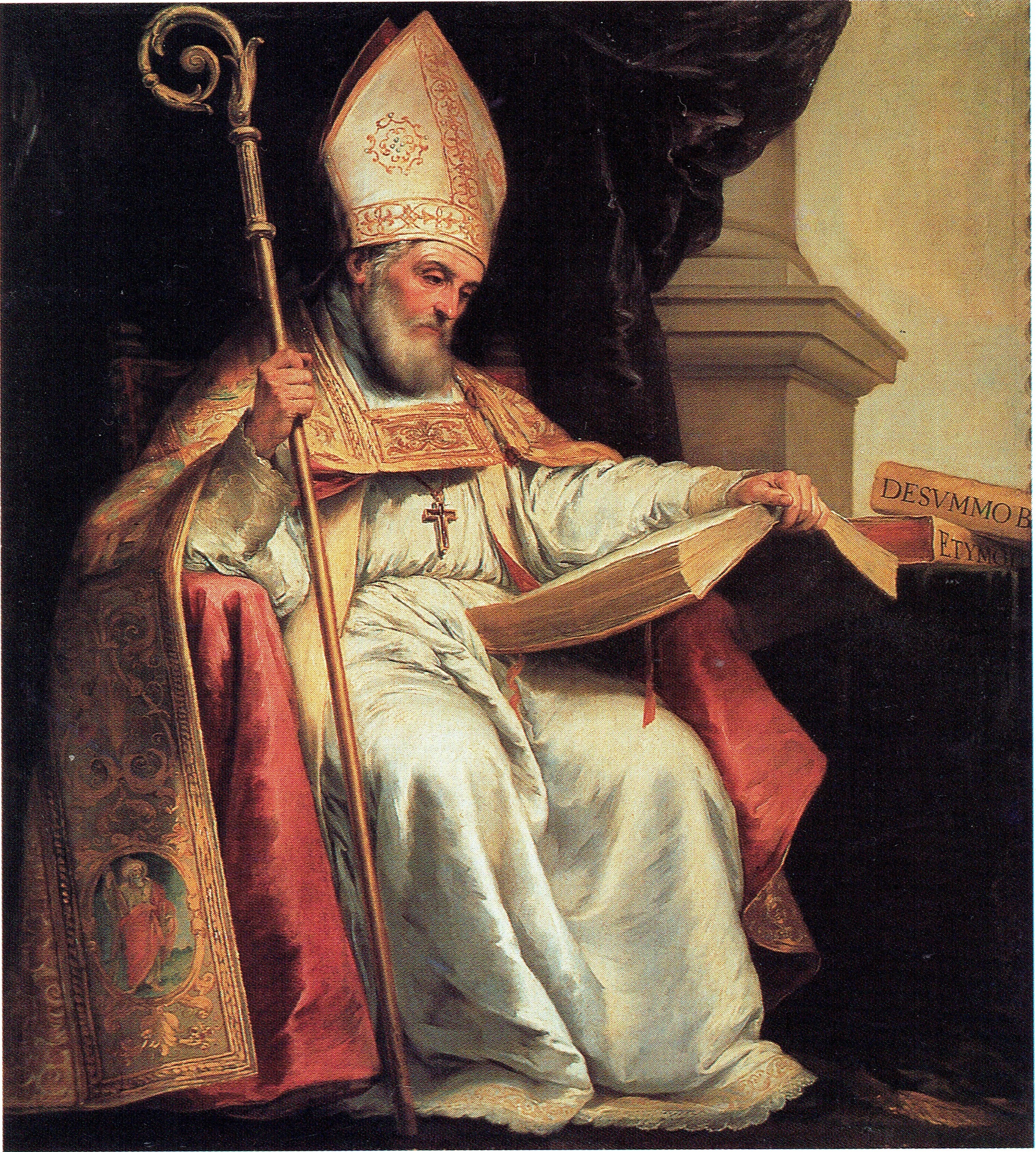
Isidore de Séville

Le traditionalisme espagnol est presque unanimement considéré comme une doctrine apparue au XIXe siècle, mais il existe des opinions très divergentes quant à ses racines intellectuelles. Outre quelques références isolées à l'époque pré-chrétienne, certains érudits proches du mouvement font remonter le traditionalisme aux débuts de la tradition politique espagnole, qu'ils considèrent incarné dans les travaux d’Isidore de Séville. Avec les œuvres d'autres érudits médiévaux mineurs espagnols, cette conception aurait connu son apogée au XVIe siècle, de Fernando de Roa à Antonio de Guevara en passant par Juan de Mariana, et posé les bases de la conception traditionaliste du pouvoir et de la politique, dérivée de l'ordre chrétien et « naturel ». Au XVIIe siècle, il fut enrichi de concepts liés aux corps intermédiaires, à la représentation politique et à la limitation des pouvoirs royaux, grâce aux travaux de Juan Fernández de Madrano, Tomás Cerdán de Tallada, Agustín de Rojas Villandrando, Juan de Madariaga, Francisco de Sánchez de la Barreda, Juan de Palafox y Mendoza et surtout Francisco de Quevedo. Cependant, d'autres spécialistes se montrent sceptiques face à une conception aussi large et suggèrent qu'elle confond le traditionalisme avec la tradition politique espagnole.
Selon une autre perspective, émanant de penseurs traditionalistes plus récents, les antécédents du traditionalisme ne peuvent être identifiés qu'à partir du XVIIIe siècle, car leur émergence fut conditionnée par la prise de conscience d’une discontinuité entre le passé et le présent. Les premières manifestations de la pensée pré-traditionaliste sont apparues — selon cette théorie — en opposition aux réformes bourboniennes de modernisation importées de France et ayant abouti à la mise en place d'une monarchie absolue,. Au départ, les critiques se focalisèrent sur les tentatives d’homogénéisation de l'État ; des écrivains et des érudits tels que Juan Manuel Fernández Pacheco, Narciso Feliú de la Peña et Manuel Larramendi protestèrent contre les efforts de centralisation de Philippe V et plaidèrent en faveur des institutions locales traditionnelles. Au milieu du XVIIIe siècle, la critique se concentra sur le mode de gouvernement technocratique ; Andrés Piquer Arrufat, les frères Nuix de Perpiñá et, spécialement, Fernando de Ceballos y Mier (es) s’opposèrent à la montée du « despotisme ministériel », perçu comme le résultat de « Lumières » arrogantes. Différents auteurs soulignent l'esprit « anti-Lumières » des traditionalistes du XVIIIe siècle tandis d'autres préfèrent insister sur leur opposition à l’absolutisme. Toutefois, aucun n’a proposé une analyse synthétique de politique comparée, les auteurs ayant plutôt tenté d’établir une liste consciencieuse des multiples différences entre le nouveau système et les institutions espagnoles traditionnelles,.

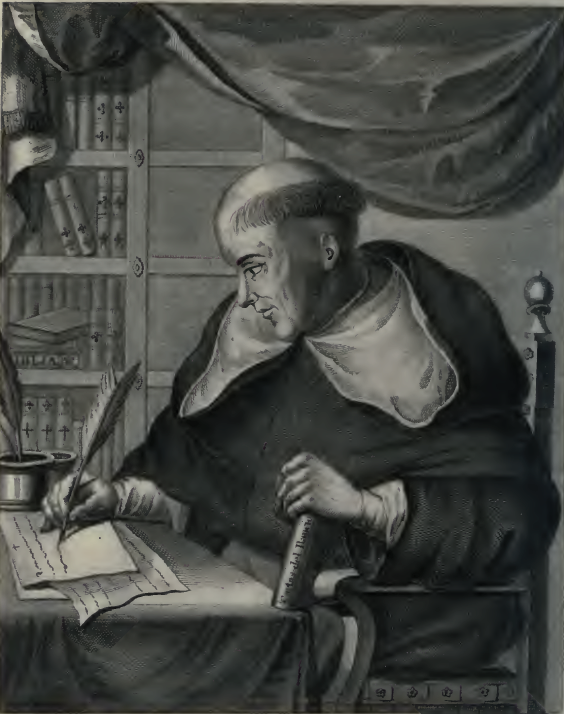
Fr. Francisco Alvarado, surnommé el Filósofo Rancio (le Philosophe rance).

Les penseurs contre-révolutionnaires les plus marquants du début du XIXe siècle, vigoureusement opposés au texte constitutionnel de Cadix, furent Pedro de Inguanzo, Rafael de Vélez et Francisco Alvarado, surnommé « el Filósofo Rancio » (« le Philosophe rance »).

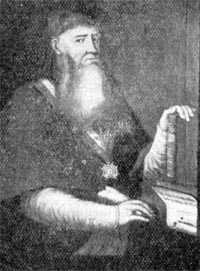
Manuel José Anguita Téllez.

Les deux approches ci-dessus sont rejetées par les spécialistes partisans d’une théorie plus communément admise, selon laquelle il n’est pas possible de parler de traditionalisme avant la Révolution française. Selon cette théorie, fondée sur le concept de contre-révolution, ce sont en effet les évènements survenus en France en 1789 qui déclenchèrent les antécédents du traditionalisme, à travers des auteurs comme Lorenzo Hervás Panduro, Francisco Alvarado, Diego Joseph de Cadix, Manuel José Anguita Téllez et Rafel de Vélez, proposant une réfutation des concepts révolutionnaires fondée sur la tradition politique espagnole et développant les premiers éléments de ce qui deviendrait la doctrine traditionaliste.
La guerre d'indépendance espagnole et les Cortes de Cadix conduisirent à une profonde révision des positions politiques en Espagne. La Constitution de Cadix de 1812 définit la position initiale du libéralisme espagnol (es), dont dériverait tout au long du XIXe siècle un libéralisme progressiste et démocratique. Ainsi, selon l’opinion dominante dans l’historiographie générale, le traditionalisme en tant qu’option politique apparaît pour la première fois aux Cortès de Cadix de 1812,. Le texte qui est généralement présenté comme le premier document politique du traditionalisme est le Manifeste des Perses de 1814 — programme couvrant un large spectre de réformes politiques qui fut présenté à Fernando VII à son retour de l'exil, dont l'héritier politique fut le carlisme. —,,, suivi en 1822 par le Manifiesto del Barón de Eroles (« Manifeste du baron d’Eroles ») et le Manifiesto de los Realistas Puros (« Manifeste des royalistes purs ») de 1826. Cependant, concernant le début du XIXe siècle, la plupart des universitaires préfèrent parler de « royalistes »,, d’« ultras », d’« apostoliques » ou de « serviles », et n’utilisent le qualificatif de traditionaliste qu’à partir des années 1830,. Politiquement, les membres de ce groupe avaient tendance à ne pas mettre en avant leur anti-absolutisme lorsqu'ils soutenaient Ferdinand VII dans son zèle anti-révolutionnaire ; ce n'est que dans les années 1820 que le roi commença d’être considéré comme vacillant et peu fiable, et que leur affinité s’est graduellement déplacé vers son frère fermement réactionnaire, Don Carlos.

### Ère isabelline

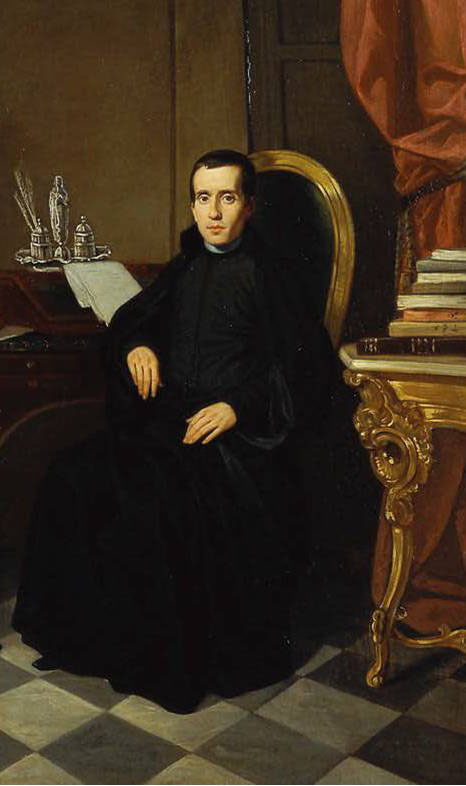
Jaime Balmes

La mort de Ferdinand VII déclencha une crise dynastique et une guerre civile, qui passa à l’histoire comme la première guerre carliste. Le prétendant Don Carlos lança une série de manifestes, qui ne définissaient pas une véritable théorie politique en demeurant très vagues sur ce point et tendaient à se focaliser davantage sur ses revendications dynastiques, bien qu’ils qualifient ses opposants de conspirateurs maçonniques opposés à la religion, à la monarchie, aux fors et aux libertés traditionnelles. La plupart des anciens royalistes prirent parti pour Don Carlos et, politiquement, sa faction prit immédiatement une couleur ultraconservatrice, dirigée contre les moindres manifestations de libéralisme adoptées par la faction opposée de Marie-Christine. Sur le plan du soutien populaire, les masses rurales furent attirées à la cause de Don Carlos principalement par le zèle religieux et perçurent la sécularisation comme une menace inspirée de l’étranger. Cependant, ses partisans sont habituellement qualifiées explicitement de « carlistes » et seulement exceptionnellement de « traditionalistes », bien que certains spécialistes ne doutent pas que la vision politique de Don Carlos et ses partisans soit fondée sur les antécédents royalistes pré-traditionalistes, aucun carliste des années 1830 n’est crédité pour avoir développé une théorie traditionaliste.

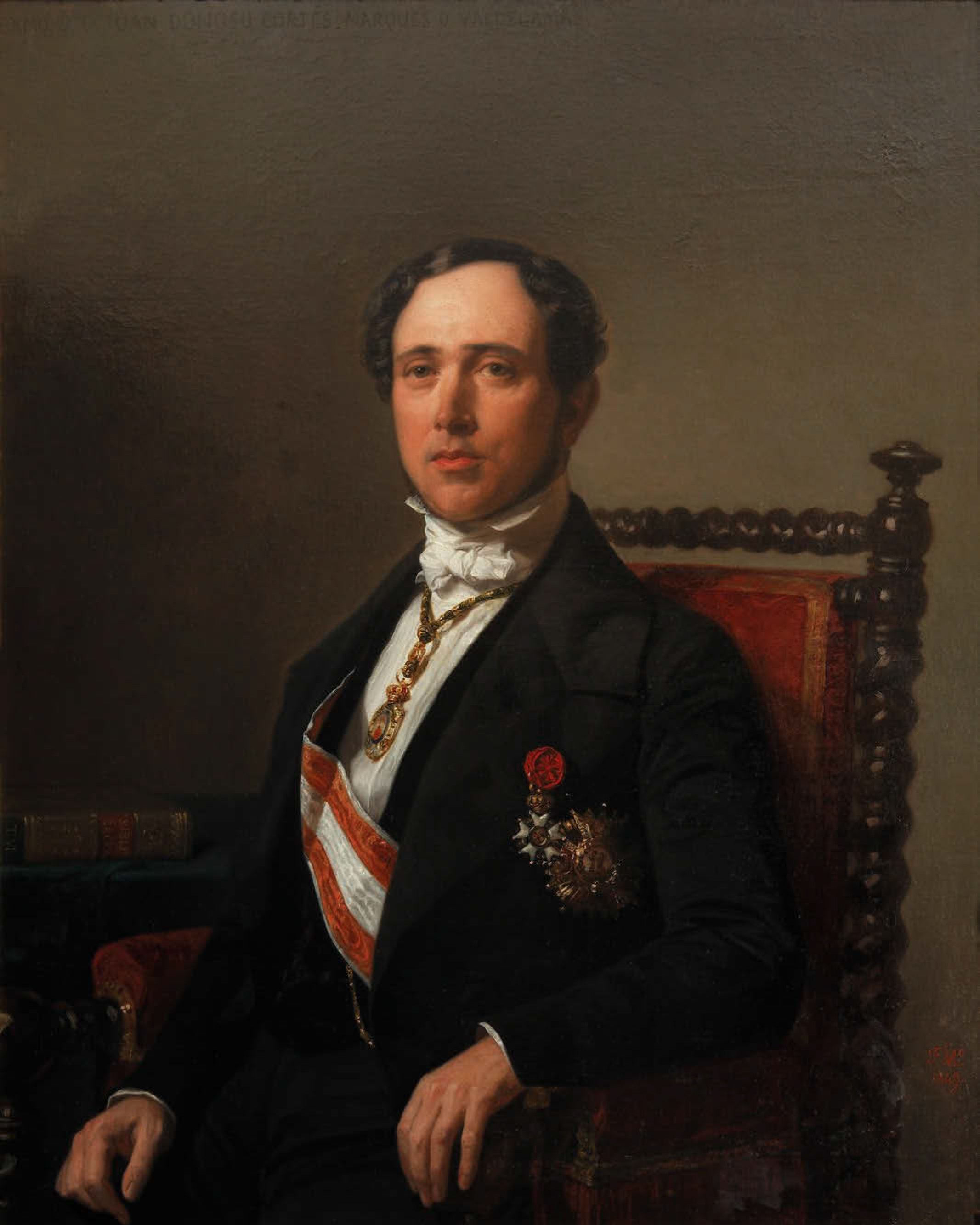
Juan Donoso Cortés, considéré avec Jaime Balmes comme l'un des plus grands penseurs traditionalistes du XIXe siècle.

Malgré l'association de la pensée contre-révolutionnaire avec le carlisme, après le convention d'Ognate et pendant le règne d'Isabelle II, au cours duquel le carlisme fut interdit, l'idée traditionaliste s'exprimerait également à la marge du problème dynastique (dans le groupe péjorativement connu sous le nom de « néo-catholiques »), dont Jaime Balmes et Juan Donoso Cortés furent les principaux théoriciens. Ils sont considérés comme les premiers à pleinement constituer une doctrine traditionaliste, au cours des années 1840 et 1850. Tous deux élaborèrent des systèmes théoriques largement congruents, conciliant le catholicisme traditionnel avec le cadre constitutionnel de la monarchie isabelline. Toutefois, aucun des deux ne se définit comme traditionaliste, un qualificatif qui leur fut appliqué de manière rétroactive. Politiquement, Balmes cherchait à rapprocher les carlistes et les partisans de la reine — les membres du Parti modéré — ; en raison de son parcours quelque peu éclectique et de ses efforts de conciliation, sa conception est appelée « traditionalisme évolutif ». On parle de « traditionalisme radical » pour se référer à l'œuvre de Donoso Cortés, farouchement anti-carliste ; le terme « radical » fait surtout référence à la reconnaissance d'un éventuel régime dictatorial, acceptable dans le cas où tout le reste échouerait face à une imminente menace socialiste perçue comme apocalyptique — en référence à la révolution de 1848 à Paris —. À la différence de Balmes, Donoso était lu et connu dans toute l'Europe, y compris d’hommes politiques comme Metternich. Bien que membre des services diplomatiques espagnols, Donoso n’assuma pas d’importantes fonction au niveau de l’État, sa pensée n’eut pas de continuateur direct sur le plan strictement politique et son impact sur la politique réelle fut perceptible sans toutefois être décisif, dans la rédaction de la Constitution de 1845, la signature du concordat de 1851 et à travers l’amitié qu’il entretenait avec Bravo Murillo. Donoso fut le premier théoricien à être qualifié de traditionaliste, le terme commençant à apparaître dans le discours public au début des années 1850.
Selon Alexandra Wilhelmsen, les premiers penseurs proprement carlistes furent les clercs Vicente Pou, Magín Ferrer, Atilano Melguizo et Félix Lázaro García (es), ainsi que le journaliste Pedro de la Hoz, directeur du journal La Esperanza (es). La déclinaison carliste du traditionalisme fut principalement développée à travers un large éventail de périodiques, en premier lieu La Esperanza,. On considère généralement que le premier exposé complet du traditionalisme carliste — parfois considéré par certains comme le tout premier exposé complet du traditionalisme, précédant ceux de Balmes et de Donoso — est l’ouvrage Las leyes fundamentales de la monarquía española (« Les lois fondamentales de la monarchie espagnole ») de Magín Ferrer, publié en 1843. D'autres auteurs qui se risquèrent à proposer une lecture plus systématique, comme Vicente Pou, n'eurent pas d’impact majeur. En discutant de la politique courante d’alors, le discours carliste se focalise sur les références négatives — s'opposant au libéralisme et à ses incarnations telles que le constitutionnalisme, le système électoral, la sécularisation en cours de l'État, la désamortissement et la centralisation —, de sorte qu’il « échoue presque systématiquement lorsqu’il se voit obligé à formuler un programme politique positif »,. Les concepts attribués aux prétendants nommés « minimalisme » et « montemolinismo » sont des stratégies politiques plutôt que des théories ; la contribution la plus durable au traditionalisme carliste de l'époque fut une théorie dite de double légitimité,.

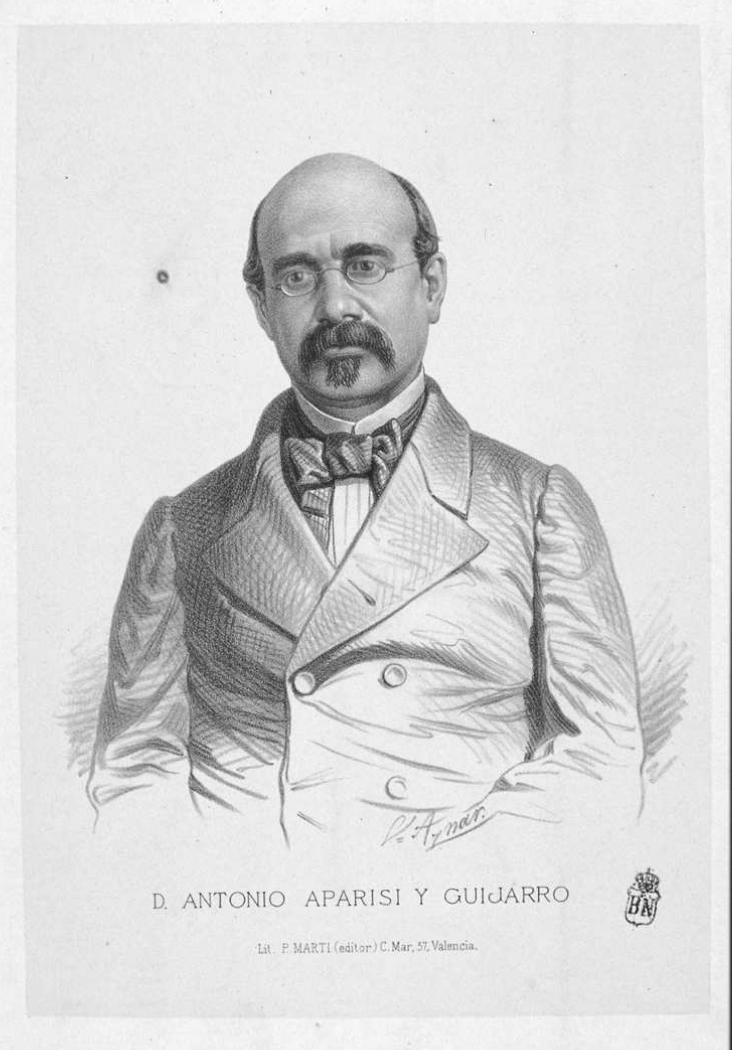
Antonio Aparisi.

Dans les années 1860, les versions isabelline et carliste du traditionalisme se rapprochèrent grâce aux adeptes de Donoso appelés néo-catholiques ; le groupe comprenait des parlementaires tels qu'Antonio Aparisi Guijarro et Cándido Nocedal, des éditeurs comme Gabino Tejado y Rodríguez, Eduardo González Pedroso (es), Antonio Vildósola et Francisco Navarro Villoslada, ou des universitaires tels que Juan Manuel Ortí y Lara (es). Aucun d'entre eux n'est considéré intellectuellement comparable à Balmes ou Donoso,. Ensemble, ils formèrent un groupe qui laissa une empreinte claire sur la politique de la fin du règne d’Isabelle II, en tentant au dernier moment de sauver la monarchie qui s’effondrait en la réformant selon les idées traditionalistes et anti-libérales. Après avoir vu leurs efforts frustrés au début des années 1870, la plupart des « neos » se rapprochèrent du carlisme dans la première organisation traditionaliste, la Communion traditionaliste,. Dans le discours public, le traditionalisme était déjà fermement et explicitement opposé au libéralisme. À cette époque, il était seulement occasionnellement et vaguement associé au carlisme, bien que les références à la « monarchie traditionnelle » soient courantes dans la presse et chez les politiciens carlistes.

### Guerre et restauration

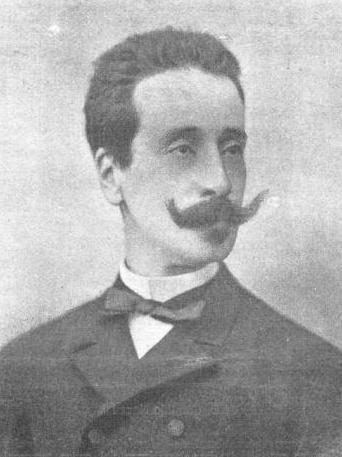
Ramon Nocedal

Après la révolution de 1868, qui déclencha une grande résurgence du carlisme, Antonio Aparisi y Guijarro devint l'un des collaborateurs les plus proches du prétendant Charles VII, qu'il aida à rédiger sa première exposition doctrinale, la Lettre-manifeste a son frère Alfonso. Au cours du sexennat démocratique (1868-1874), des penseurs tels que Antonio Juan de Vildósola, Vicente de la Hoz, Gabino Tejado, Francisco Navarro Villoslada et Bienvenido Comín (es) conseillèrent également Don Carlos.
Dans les années 1870, le traditionalisme fut pour la première fois mis en œuvre politiquement ; durant la troisième guerre carliste, les territoires contrôlés par les carlistes ont assisté à l'émergence d’une structure étatique, bien que la brève durée de l'expérience, le contexte de guerre et la portée géographique limitée ne permettent pas de conclusions définitives. La version carliste du Traditionalisme est déjà considérée comme pratiquement achevée à l'époque, incarnée dans des manifestes politiques, de la propagande de presse, des œuvres théoriques et dans le sentiment populaire, exprimé dans une devise qui continue de définir le mouvement jusqu'à aujourd'hui: « Dios - Patria - Rey » (« Dieu - Patrie - Roi »),.
L’union complète du traditionalisme et du carlisme était loin d'être accomplie, la différence clé ayant été la question légitimiste et dynastique. Cela fut démontré pour la première fois par Alejandro Pidal, qui, sans renoncer à sa vision fondamentalement traditionaliste au début des années 1880, accepta d'envisager le royaume constitutionnel libéral de la Restauration, grâce aux évolutions autour de l’idée d’unité catholique ; le courant qu'il lança est appelé « pidalismo ». D’une importance bien supérieure fut la scission à la fin des années 1880 des auto-baptisés « intégristes », dirigés par Ramón Nocedal. Cette faction minimisa tous les éléments non religieux, y compris la question légitimiste,, mais contrairement aux pidalistas, elle adopta une position violemment intransigeante envers le régime de la Restauration. Bien qu'il y eût de nombreux auteurs intégristes prolifiques dans son réseau de presse, la déclinaison intégriste du traditionalisme ne déboucha pas son propre système théorique ; ce qui s’en rapprocha le plus proche fut un opuscule de Félix Sardá y Salvany en 1884. Les intégristes furent les premiers à utiliser le terme de « traditionalisme » pour s’auto-définir, niant également la qualité de traditionalistes aux carlistes, ce qui fut largement accepté dans le discours public, si bien qu’à la fin du XIXe siècle, la presse et les politiciens espagnols appliquèrent principalement la dénomination de traditionalistes aux intégristes — une nomenclature adoptée par certains chercheurs contemporains —.
L’une des plus grandes figures du traditionalisme de la fin du XIXe siècle est Marcelino Menéndez y Pelayo, qui publia la plupart de ses œuvres importantes dans les années 1880 et 1890. Historien de la pensée politique et critique littéraire plutôt que théoricien politique, il défendit le traditionalisme comme une approche culturelle, définie comme une défense constante de l'orthodoxie fondée sur le catholicisme bien qu’incarnée dans des réalités locales très différentes de l'hispanité. Connu pour son extrême érudition politique, il se rapprochait des conservateurs et fut élu député au Congrès à deux reprises; certains chercheurs parlent de « menendezpelayismo » voire de « menendezpelayismo político ». Melchor Ferrer lui refuse la qualité de traditionaliste.

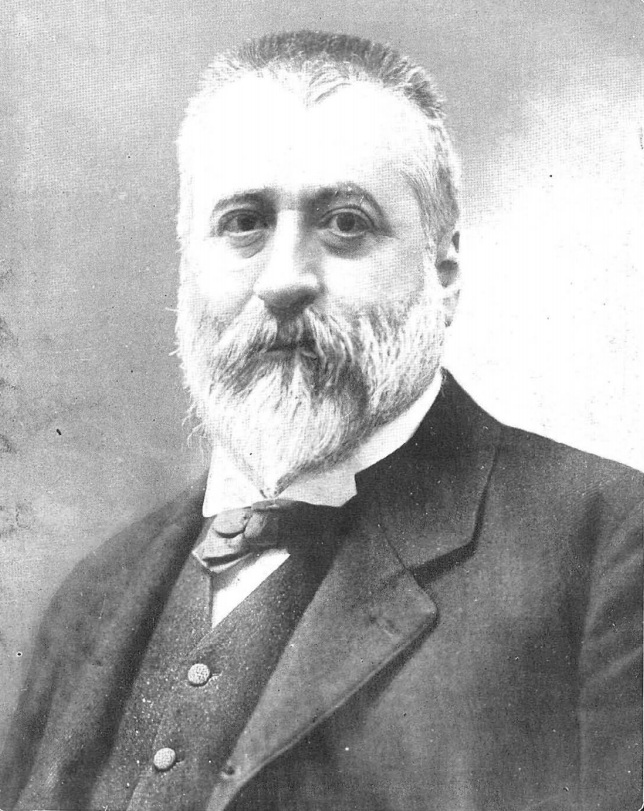
Marcelino Menéndez y Pelayo.

Jusqu'à la fin des années 1890, le traditionalisme politique manqua d'une lecture interprétative complète comparable aux travaux de Balmes et Donoso ; des auteurs tels que Luis María de Llauder produisirent des œuvres moins compréhensives ou des contributions théoriques mineures dans la presse. Cela changea au tournant du siècle grâce à deux figures qui renouvelèrent la pensée traditionaliste : Enrique Gil Robles et, surtout, Juan Vázquez de Mella — surnommé « el Verbo de la Tradición » (« le Verbe de la Tradition »), qui devint au début du XXe siècle le principal idéologue du carlisme de la Restauration —,. Les deux offrirent des conceptions politiques complètes et similaires ; le premier sous la forme d'un traité unique, accompagné de quelques travaux mineurs et le second sous la forme d'un très grand nombre de contributions par la presse, des allocutions parlementaires et des livrets. Certains spécialistes considèrent Mella comme un disciple de Gil, d'autres estiment que le traditionalisme a atteint son incarnation la plus raffinée dans la pensée melliste. L'impact de Gil se limita essentiellement au domaine universitaire ; après sa mort en 1908, son travail fut rapidement éclipsé par celui de Mella, qui acquit une grande notoriété en tant que député et politicien et devint une sorte de célébrité. Politiquement, Gil resta entre l'intégrisme et les courants dominants du carlisme. De Mella fut considéré pendant environ 25 ans comme le principal théoricien carliste jusqu'à ce qu'il sa rupture avec le parti en 1919. Il fonda l’éphémère Parti catholique-traditionaliste, ; dans le discours populaire, ses partisans étaient appelés « mellistes » ou parfois « traditionalistes », tandis que les carlistes de l'époque — partageant toujours la même vision traditionaliste — étaient généralement appelés « jaïmistes ».

### Dictatures

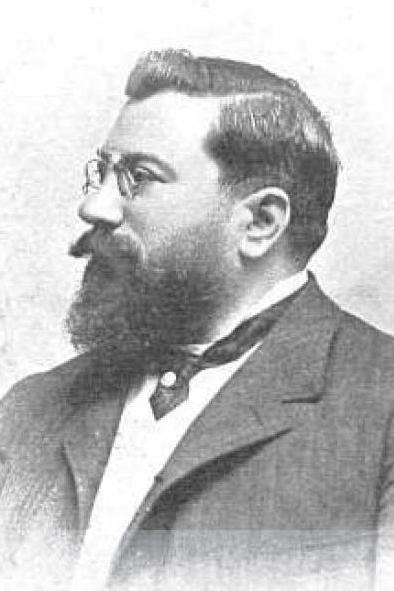
Juan Vázquez de Mella.

Mella resta incontestablement jusqu’à sa mort en 1928 la plus grande autorité sur la pensée politique traditionaliste, bien qu’il se soit pratiquement retiré de la vie publique à partir du début des années 1920. Il rejeta avec mépris la dictature de Primo de Rivera, la considérant comme une tentative beaucoup trop peu ambitieuse pour réaliser le changement fondamental qu’il jugeait nécessaire. Les jaïmistes accueillirent prudemment le coup d'État comme un pas fait dans la bonne direction, mais au milieu des années 1920, ils passèrent désillusionés dans l'opposition. C'est le disciple de de Mella, de facto leader intellectuel des traditionalistes mellistes et théoricien politique lui-même, Víctor Pradera, qui continua à soutenir Primo de Rivera et devint l'un de ses principaux conseillers politiques. Aucun traditionaliste n'avait été aussi proche de la source du pouvoir que Pradera ne le fut au milieu des années 1920, il fournit au dictateur des notes préconisant des caractéristiques du régime traditionaliste ; pour certains auteurs, il devint un point de référence pour le primorivérisme, même s'il fut de plus en plus déçu par la centralisation et par l’Union patriotique, parti unique du régime qui avait, du moins en façade, la forme d’un parti politique classique (à quoi les traditionalistes sont par principe opposés), à la fin des années 1920.
Les rapports avec le traditionalisme de la figure d'Ángel Herrera Oria, fondateur et figure phare de l'Asociación Católica de Propagandistas (ACNDP) est mal établie. Certains auteurs le considèrent comme représentatif du traditionalisme catholique enraciné dans les écoles de Balmes et Menéndez y Pelayo,. D'autres le situent aux antipodes du traditionalisme, notant que le caractère minimaliste, démocratique et accidentaliste de son activité devrait plutôt être associé aux courants catholiques modernes,,. Acción Española, une formation créée pendant les années de la République au début des années 1930, est qualifiée selon les auteurs d’une synthèse éclectique de diverses écoles traditionalistes,, de menendezpelayisme politique, de néo-traditionalisme — surtout dans le cas de Ramiro de Maeztu — ou bien encore un mélange de traditionalisme et de nationalisme inspiré par Maurras
,,. Elle rivalisa politiquement avec le carlisme réunifié, qui, ayant rassemblé les jaïmistes, les mellistes et les intégristes, a pris la forme d’un parti politique, la Communion traditionaliste. Des traits traditionalistes sont parfois attribués à la CEDA, grand parti de droite de la République. À la publication en 1935 de son ouvrage théorique clé, Pradera apparut comme le nouveau leader intellectuel du traditionalisme.
L'éclatement de la guerre civile déclencha l'émergence de certaines redéfinitions du traditionalisme et de deux travaux synthétiques majeurs produits par Luis Hernando de Larramendi (es) et Marcial Solana González-Camino (es). Cependant, la fin des années 1930 et les années 1940 ont plutôt contribué à la confusion générale dans le camp traditionaliste. D'une part, le franquisme émergent se présentait comme une synthèse de toutes les écoles de pensée politiques authentiquement espagnoles, y compris le traditionalisme ; le défunt Pradera fut élevé au rang de l'un des pères fondateurs du système et certaines références traditionalistes furent ostensiblement revendiquées comme composantes de la nouvelle Espagne. D'autre part, le carlisme marginalisé entra en opposition au sein du système et ses dirigeants dénoncèrent le franquisme comme incompatible avec la perspective politique traditionaliste.

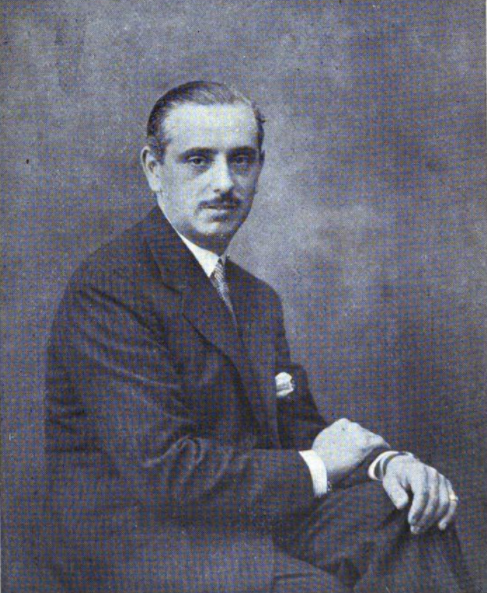
José María Pemán.

La doctrine montra les premiers signes de revitalisation à la fin des années 1940, marquée par l'émergence de la revue Arbor et des travaux de Rafael Calvo Serer (es), rejoints par Vicente Marrero Suárez et Florentino Pérez Embid (es). Des approches propres au Traditionalisme furent créées par Eugenio Vegas Latapié, Leopoldo Eulogio Palacios (es), Eugeni d'Ors et Manuel García Morente, avec un esprit néo-traditionaliste dans le camp juanista défendu par José María Pemán,. Au milieu des années 1950, une génération de théoriciens traditionalistes liés au carlisme fit son apparition, et ce sont eux qui portèrent le traditionalisme à son plus haut niveau intellectuel pour la troisième fois. Francisco Elías de Tejada se distingue principalement en tant que théoricien du droit, mais aussi en tant qu'historien et théoricien de la pensée politique; Rafael Gambra se distingue dans un champ plutôt anthropologique, Juan Vallet de Goytisolo et Alvaro d'Ors Pérez-Peix se sont fait connaître en tant que juristes et philosophes et Francisco Canals Vidal est réputé en tant que philosophe, théologien et historien. Leurs nombreux travaux, dont certains monumentaux, furent publiés surtout dans les années 1960 et 1970, leur ampleur et leur profondeur raffinée contrastant vivement avec le déclin du traditionalisme en tant que force politique.
Au sein du camp strictement carliste, durant les années 1930, Martín Puerta souligne que les penseurs importants furent Víctor Pradera et Marcial Solana González-Camino (es), et, dans la seconde moitié du XXe siècle, d'autres tels que Francisco Elías de Tejada, Rafael Gambra et Álvaro d'Ors déjà cités.

### Ère démocratique

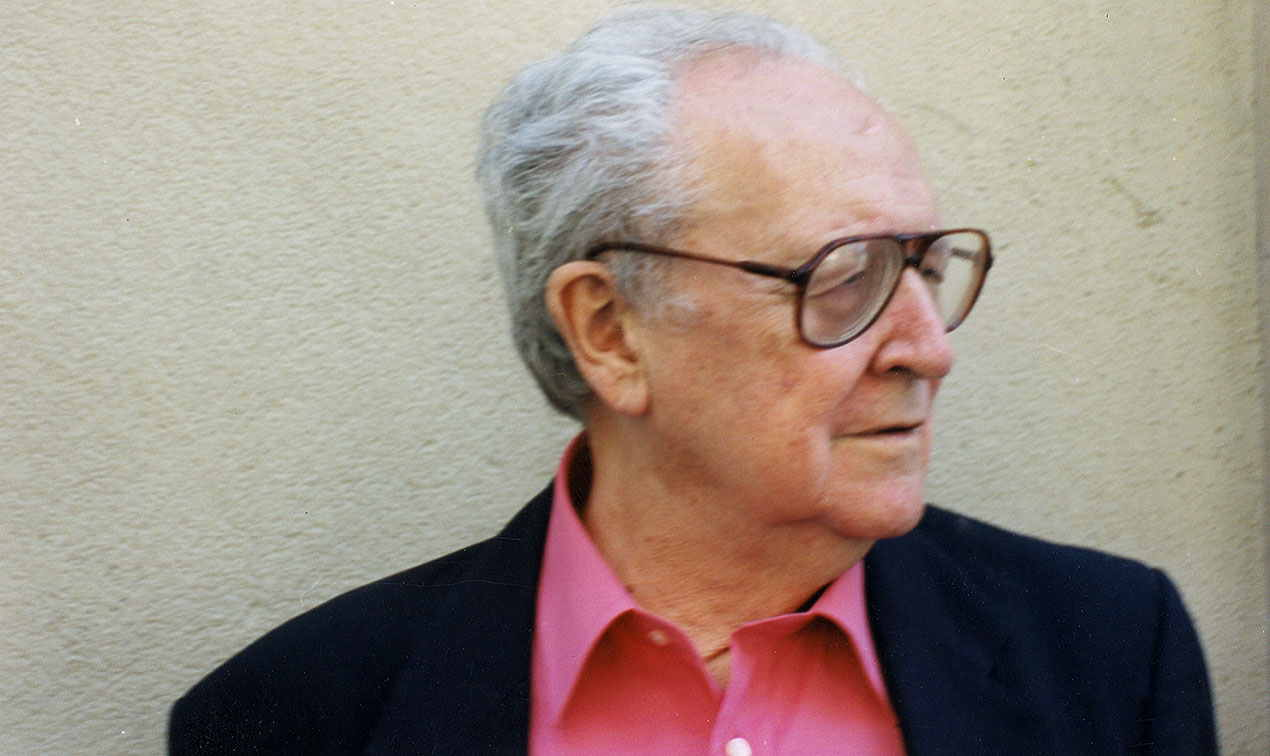
Ignacio Hernando de Larramendi.

À partir de la mort du général Franco, le traditionalisme occupa une place marginale dans le panorama politique espagnol. À la fin des années 1970, plusieurs groupuscules carlistes demeurèrent comme des forces extra-parlementaires de troisième rang, tandis que l'Union nationale espagnole de Gonzalo Fernández de la Mora, teintée de traditionalisme post-franquiste, ne compta qu’un faible nombre de députés et se désintégra dès avant 1980.
La plupart des auteurs Traditionalistes actifs pendant le tardofranquisme demeurèrent actifs après la chute du régime. Certains, comme Goytisolo, d'Ors ou Canals, publièrent leurs œuvres les plus connues à la fin des années 1970, dans les années 1980 ou après. Ils furent rejoints par une nouvelle génération d'auteurs, qui commencèrent à publier dans les deux dernières décennies du XXe siècle, la plupart étant des chercheurs plutôt que des théoriciens et militants politiques. Les plus connus sont le juriste et philosophe Miguel Ayuso, l'historien Andrés Gambra Gutiérrez et le philosophe José Miguel Gambra Gutiérrez. Leur contribution se concentre principalement la systématisation de l'héritage existant plutôt que sur la proposition de leurs propres visions du système politique, bien que les travaux récents d'Ayuso sur le pouvoir public et le constitutionnalisme fassent partie du discours normatif traditionaliste en matière de politique. Une vision personnelle détaillée et holistique de l'organisation politique fondée sur le traditionalisme pour l'Espagne du XXIe siècle se trouve dans un opus en trois volumes d'Ignacio Hernando de Larramendi publié à la fin des années 1990, mais il n’eut que peu d'impact même dans le champ traditionaliste. Les termes plutôt péjoratifs de « néo-traditionalisme » ou « néo-carlisme » furent utilisés pour désigner l'approche traditionaliste du XXIe siècle de l'histoire carliste, soulignant l’approche partisane de l’histoire qui est souvent reprochée à ces auteurs, jugée incompatible avec a rigueur scientifique impartiale d'un historien universitaire,,,.
Le champ du traditionalisme inclut plusieurs institutions, publications périodiques et autres initiatives. Sur le plan politique, il est dominé par deux groupements, la Communion traditionaliste carliste (es) (CTC) et la Communion traditionaliste (es) (CT), fondés respectivement en 1986 et 1975, et dont le nom est une référence au parti historique du carlisme ; les principales différences sont que le premier n'admet aucune allégeance à un prétendant ou à une dynastie tandis que le second défend la légitimité de Sixte-Henri de Bourbon ; de plus le premier reste fermement dans l'orthodoxie définie par le Vatican tandis que le second est favorable au format de la Fraternité sacerdotale Saint-Pie-X.[réf. nécessaire] On peut également citer la revue Verbo, dirigée par Miguel Ayuso depuis 2011.

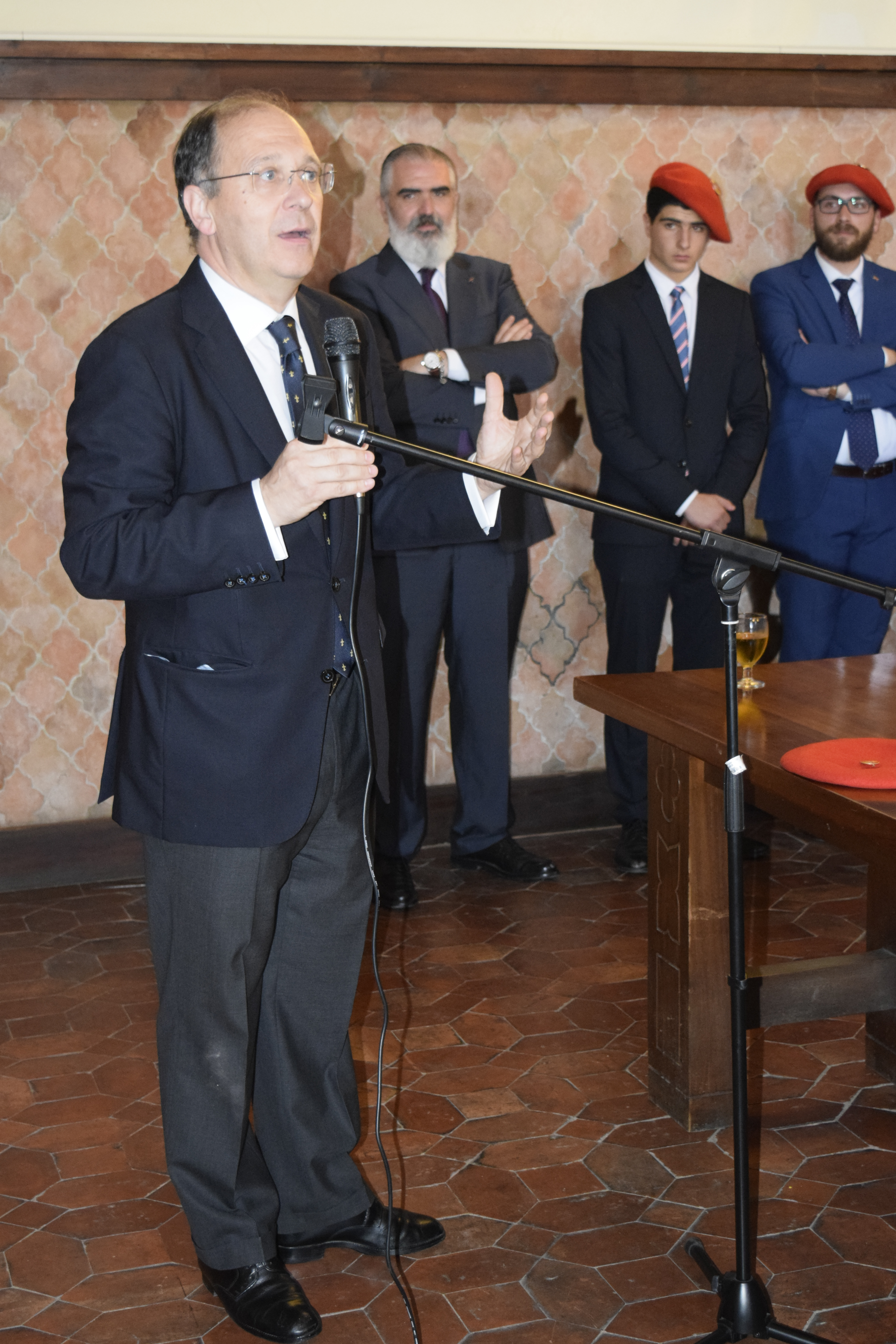
Miguel Ayuso, directeur de la revue Verbo.

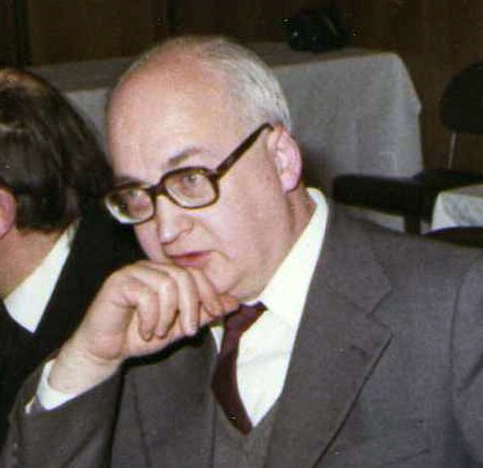
Francisco Canals Vidal.

Selon Aurelio de Gregorio, rédacteur de la revue traditionaliste pamplonaise Siempre p'alante, pendant le franquisme, les carlistes Luis Hernando de Larramendi (es), Marcial Solana González-Camino (es), Luis Ortiz y Estrada, Manuel Fal Conde, Francisco Elías de Tejada, Rafael Gambra, Jaime de Carlos, Melchor Ferrer et d'autres dont les travaux furent publiés par Ediciones Montejurra à Séville, étudièrent la « véritable pensée politique traditionaliste espagnole », qui ne serait pas celle de l'Ancien Régime (es), mais celle du régime immédiatement antérieur. Selon Gregorio, seuls les disciples du professeur Elías de Tejada perdurent aujourd'hui (en 2012), dont les figures plus importantes sont Miguel Ayuso et les frères Andrés et José Miguel Gambra Gutiérrez.

## Doctrine
La grande longévité du traditionalisme pose deux problèmes majeurs lorsqu'il s'agit de discuter de ses contenus théoriques : quelles frontières définir et comment capter le cœur de sa pensée. Selon certaines approches savantes, la théories est envisagée de façon très large et le terme de « traditionalisme » peut être employé généreusement, y compris à des personnalités comme Ferdinand VII — pourtant très majoritairement considéré comme un absolutiste — ou le général Franco. Certains historiens envisagent le traditionalisme espagnol dans une très large perspective, comme un sentiment culturel anti-libéral général. Dans les approches plus strictes et proches du point de vue traditionaliste interne, la théorie traditionaliste est réduite, généralement au seul carlisme et parfois ses ramifications. Réduite à son minimum, le traditionalisme est la politique comprise comme la mise en œuvre du règne social de Jésus-Christ ; en termes pratiques, il s'agit d'une monarchie confessionnelle sans claire organisation systématique, avec un fort pouvoir royal, certains contrôles et équilibres assurés par une représentation organiciste et une société organisée sur une base corporative.

### Origine du pouvoir et de la monarchie

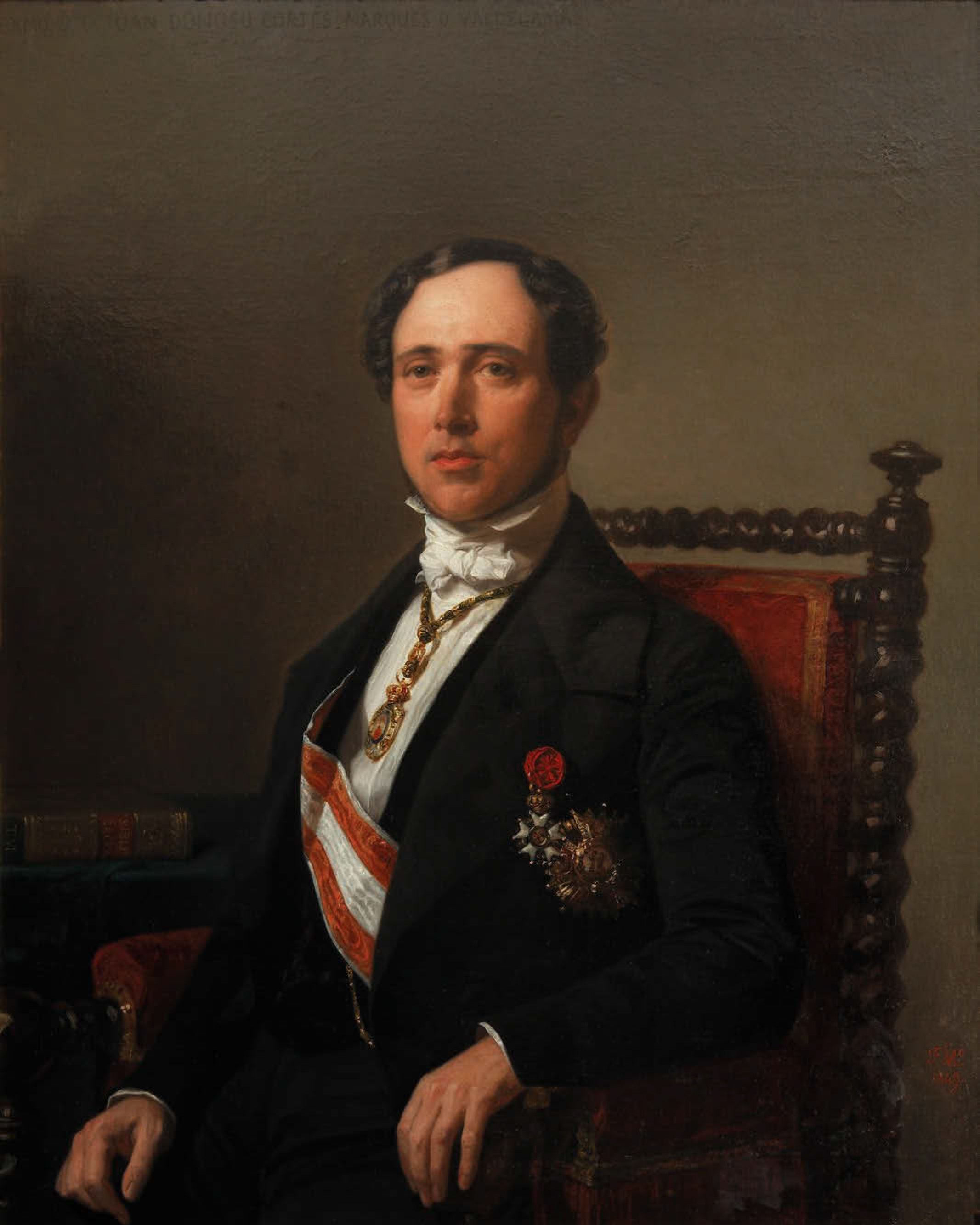
Juan Donoso Cortés.

La doctrine traditionaliste commence par l’acceptation du postulat philosophique selon lequel Dieu est à commencement de toute chose, non seulement en tant que créateur mais aussi en tant que législateur. Selon cette théorie, l'humanité est apparue en conséquence de la volonté divine et ne s'est développée que lorsqu'elle adhérait aux règles divines, car la vérité n'est accessible à l'homme que par la Révélation. Au fur et à mesure que l'humanité mûrissait, les gens organisèrent leurs communautés et la question du pouvoir public émergea en tant que résultat naturel de cet avancement. Certains traditionalistes décrivirent le processus comme des structures sociales construites à partir de la base jusqu'à ce qu'elles soient couronnées par l'institution d'une monarchie, d'autres ont préféré la version selon laquelle les gens confiaient le pouvoir aux rois. Dans les deux conceptions, le pouvoir monarchique légitime fut présenté comme résultant du développement humain et social conforme à l'esprit divin, la loi naturelle étant déclarée source de légitimité royale. Le péché politique originel de l'homme fut défini comme la recherche d'une loi par delà la Révélation, ce qui conduisit à l'« usurpation humaine ». Les tentatives des hommes de définir leurs propres règles — selon la lecture traditionaliste — débouchèrent sur des régimes politiques illégitimes ; des exemples en sont les tyrans despotiques qui ont revendiqué leur propre légitimité ou les sociétés qui se sont déclarées elles-mêmes source ultime du pouvoir. Sur cette base, les carlistes ont avancé leur propre théorie dynastique, refusant la légitimité aux descendants de Ferdinand VII,.
La monarchie n’a pas toujours été considérée avec la même emphase dans le traditionalisme. De façon générale, la focalisation sur la royauté a diminué avec le temps ; alors qu'elle était la pierre angulaire des théories lancées au milieu du XIXe siècle, elle céda la place à la société en tant qu'objet principal d'attention au milieu du XXe siècle. À titre d'exception, il y eut également des théoriciens traditionalistes restés proches de l'adoption d'un principe accidentaliste (en),. Cependant, il est généralement admis que le monarchisme formait l'un des points clés de la théorie traditionaliste, considéré comme un corps social ultime et unifié, et souvent envisagé dans des termes transcendants. Étant donné qu'un roi était censé couronner la structure politique, il était généralement considéré comme source exclusive de souveraineté. La plupart des traditionalistes affirmaient que la souveraineté fragmentée — par exemple, partagée avec une nation ou ses organes représentatifs dans une monarchie constitutionnelle — n'est pas possible, bien que certains affirment que, bien qu'un roi jouisse de la souveraineté politique, une société jouit d'une souveraineté sociale distincte, comprise comme la capacité à se gouverner elle-même dans les limites traditionnellement développées pour ses composantes.

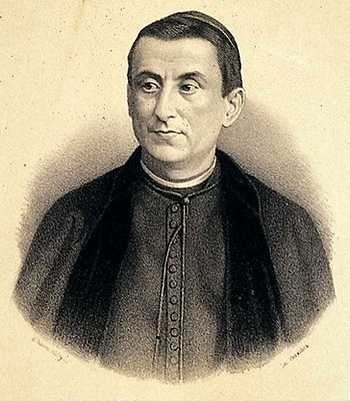
Vicente Manterola.

La conception traditionaliste du régime monarchique s'appuyait sur une doctrine de pouvoir public intégral et indivisible ; la séparation des pouvoirs en législatif, exécutif et judiciaire était rejetée. Dans certains écrits, ce régime est littéralement qualifié d'« absolu », ce qui a conduit certains historiens à conclure que le traditionalisme était une branche de l'absolutisme ; de nombreux autres soulignent néanmoins que les deux ne devraient pas être confondus. Ni le rejet de la séparation des pouvoirs ni la théorie de la souveraineté politique non partagée ne conduisent à la doctrine de pouvoirs royaux illimités ; bien au contraire, la plupart des traditionalistes — bien que de façon moins sensible dans la première moitié du XIXe siècle — ont affirmé avec force qu'un roi ne peut gouverner que dans de strictes limites, principalement conditionnées par trois facteurs : la loi naturelle telle que définie dans l'ordre divin, les lois fondamentales de l'Espagne et l'autogouvernement des groupes formant la société. Un roi qui dépasse ces limites devient non seulement un tyran, mais aussi un hérétique9 et peut être renversé,.

### Religion
Pour le traditionalisme, la seule véritable religion est le catholicisme de l’Église catholique apostolique romaine. La réforme protestante est considérée comme une erreur ou une falsification, qui prépare le terrain à l’idéologie du libéralisme.[réf. nécessaire]

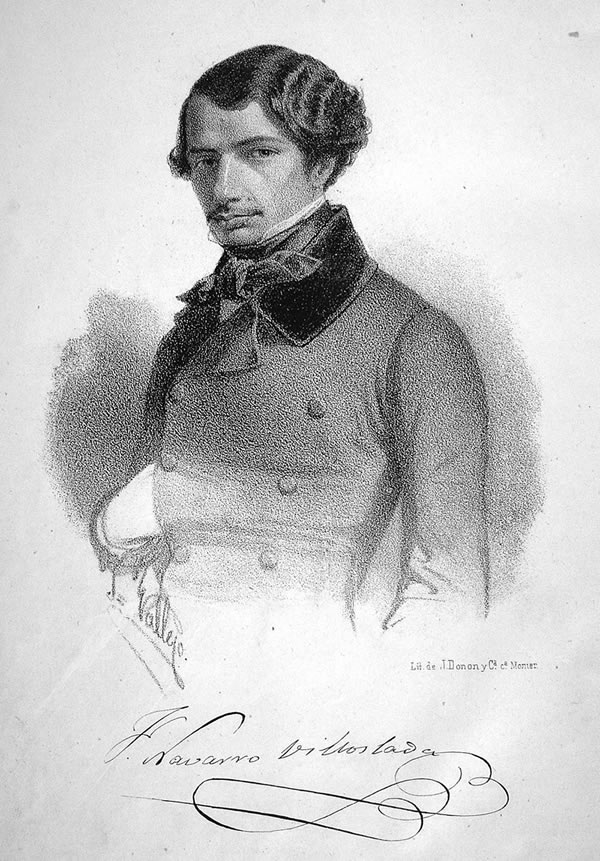
Francisco Navarro Villoslada.

La doctrine politique traditionaliste est théocentrique ; elle découle de la reconnaissance que tout l'ordre humain doit être fondé sur Dieu tel que l'enseigne l'Église catholique romaine. Dieu — avec une emphase particulière sur Jésus-Christ — est considéré comme le commencement, le moyen et l'objectif de la politique. Ce concept général fut approché de façon variée et détaillée, bien qu’il soit largement assumé en principe que le but de la politique est d'établir un règne social de Jésus-Christ, une communauté strictement attachée aux principes chrétiens. Un régime politique idéal est supposé être un moyen d'atteindre cet objectif ; une monarchie traditionaliste est donc considérée comme un Katechon, l'entité qui défend le christianisme et lutte contre l'Antéchrist. Une telle monarchie — et en particulier la monarchie espagnole — est également censée être missionnaire, car elle est centrée sur la diffusion du christianisme. Certains théoriciens traditionalistes considèrent cette caractéristique comme le noyau même de l'Hispanité, une âme métaphorique de la tradition culturelle hispanique.
On trouve dans l’historiographie de nombreuses références à la nature théocratique du traditionalisme, en particulier dans sa version carliste, jusque dans des manuels scolaires, mais certains universitaires se montrent plus prudents et d’autres réservent le terme uniquement à certaines branches du traditionalisme. Les universitaires se focalisant sur la pensée politique espagnole ne confirment pas une telle caractérisation, soulignant qu'une monarchie traditionaliste doit être dirigée par un roi et divers organes intermédiaires laïques, et non par une hiérarchie religieuse, et que l'État et l'Église doivent rester deux institutions distinctes. Les théoriciens traditionalistes ont affirmé avec force qu'un État doit être basé sur l'orthodoxie chrétienne,, que la politique et la religion sont inséparables en ce qui concerne leurs principes et que l'Église peut et devrait influencer la politique, mais l’opinion prédominante était que l'Église devait également rester à l'écart de l'exercice direct du pouvoir politique. Cependant, sur le plan pratique les traditionalistes ont préconisé un certain nombre d'arrangements favorisant la participation de l'Église aux structures de pouvoir, que ce soit le rétablissement de l'Inquisition au début du XIXe siècle,, ou la présence par défaut de hiérarques dans des organes tels que les Cortès ou le Conseil royal plus tard.

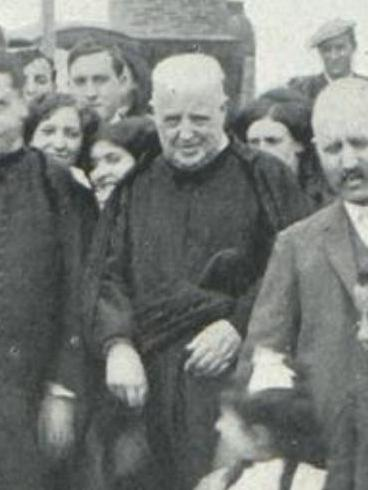
Félix Sardá y Salvany.

Bien que distincts et indépendants en tant qu'institutions, l'État et l'Église ne sont pas censés être séparés ; la monarchie traditionaliste est un État confessionnel, l'Église bénéficiant du soutien politique, économique et autre de l'État, ce dernier bénéficiant du soutien pastoral de l'Église. L'Église est censée conserver son autonomie économique ; les expropriations de biens religieux, effectuées autour du milieu du XIXe siècle, furent considérées comme une atteinte aux lois fondamentales. Certains domaines de la vie publique, en particulier la culture et l'éducation, étaient conçus comme devant être conjointement contrôlés par l'État et l'Église, malgré des conceptions différentes quant à la mise en œuvre de ce contrôle. L'orthodoxie commune exige qu'aucune liberté de religion ou de presse ne soit autorisée, bien que des confessions autres que le catholicisme romain soient admises si elles sont pratiquées en privé.
La conception traditionaliste de la religion et de l'Église était incompatible avec les principes conservateurs, libéraux ou démocrates-chrétiens, considérés comme antichrétiens et révolutionnaires. Au milieu du XXe siècle, elle se révéla également incompatible avec la position officielle du Vatican, et la publication de Dignitatis Humanae fut un coup dur pour le traditionalisme espagnol. Certains de ses défenseurs restèrent proches de la rupture de la loyauté envers les papes et il y eut même des signes d'anticléricalisme traditionaliste. Jusqu'à aujourd'hui, l'un des deux groupes politiques traditionalistes reste très favorable au traditionalisme religieux de la FSSPX, ce qui prouve que bien que le traditionalisme se soit parfois approché de l'ultramontanisme, les deux ne peuvent être considérés comme de simples équivalents. Le traditionalisme non-catholique n'a jamais pris racine en Espagne ; bien que dans les années 1920 et 1930, certains théoriciens et hommes politiques sympathisants du traditionalisme aient manifesté leur sympathie pour les concepts inspirés de Maurras, par la suite ces influences sont généralement restées superficielles et furent rejetées comme des idées de gauche déguisées.

### État

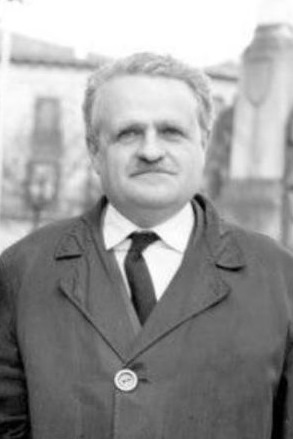
Álvaro d'Ors

Contrairement aux questions de monarchie ou de société, celle de l'État a généralement été minimisée par les écrivains traditionalistes ; le phénomène a même incité l'un de leurs théoriciens contemporains (Miguel Ayuso) à expliquer que les traditionalistes ne sont pas des ennemis de l'État. En réalité, ils conçoivent l'État comme une structure secondaire et subordonnée à la société et ont pris soin de critiquer tous les cas de renversement de l'ordre, que ce soit l'« étatolâtrie moderne » de Hobbes et Machiavel ou les régimes totalitaires du XXe siècle,,,. L'État est censé être une superstructure légère sur les structures sociales existantes, une sorte de société de sociétés ; ce n'est pas l'incarnation de la souveraineté au sens bodinien, mais plutôt une fonction combinée des composantes sociales qui le constituent. Selon une approche traditionaliste très précise, un État ne peut exercer que les droits qui ne peuvent pas être effectivement exercés par des organismes intermédiaires gouvernant diverses structures sociales, typiquement des tâches liées à la politique étrangère, la défense, la monnaie, la justice, etc. ; le principe directeur de l'État est celui de subsidiarité ou de dévolution.
Selon les traditionalistes, un État, et l'État espagnol en particulier, s'est développé conformément au droit naturel au cours des siècles ; il est donc défini par l'histoire et la tradition. Chaque fois qu'ils font référence à une constitution, ils entendent généralement un processus historique, et non un ensemble documenté de principes convenus. Ce dernier est généralement considéré non seulement comme inutile, mais en fait inacceptable en tant qu'incarnation de théories erronées, principalement celle d’une souveraineté nationale et celle d’un contrat social. Un État, en tant que fonction de la société, n'est pas considéré comme un être volontariste et contractuel qui doit être reconnu dans un accord formel ; ses principes sont définis par des lois Fondamentales traditionnelles qui ne sont pas un accord, mais le résultat d'un développement conforme à l'ordre naturel. Dans le cas de certains théoriciens, ces principes étaient abordés avec une certaine flexibilité ; quelques traditionalistes ont tendu à considérer le document constitutionnel comme l'incarnation du développement traditionnel et ont pu contribuer à leur rédaction.

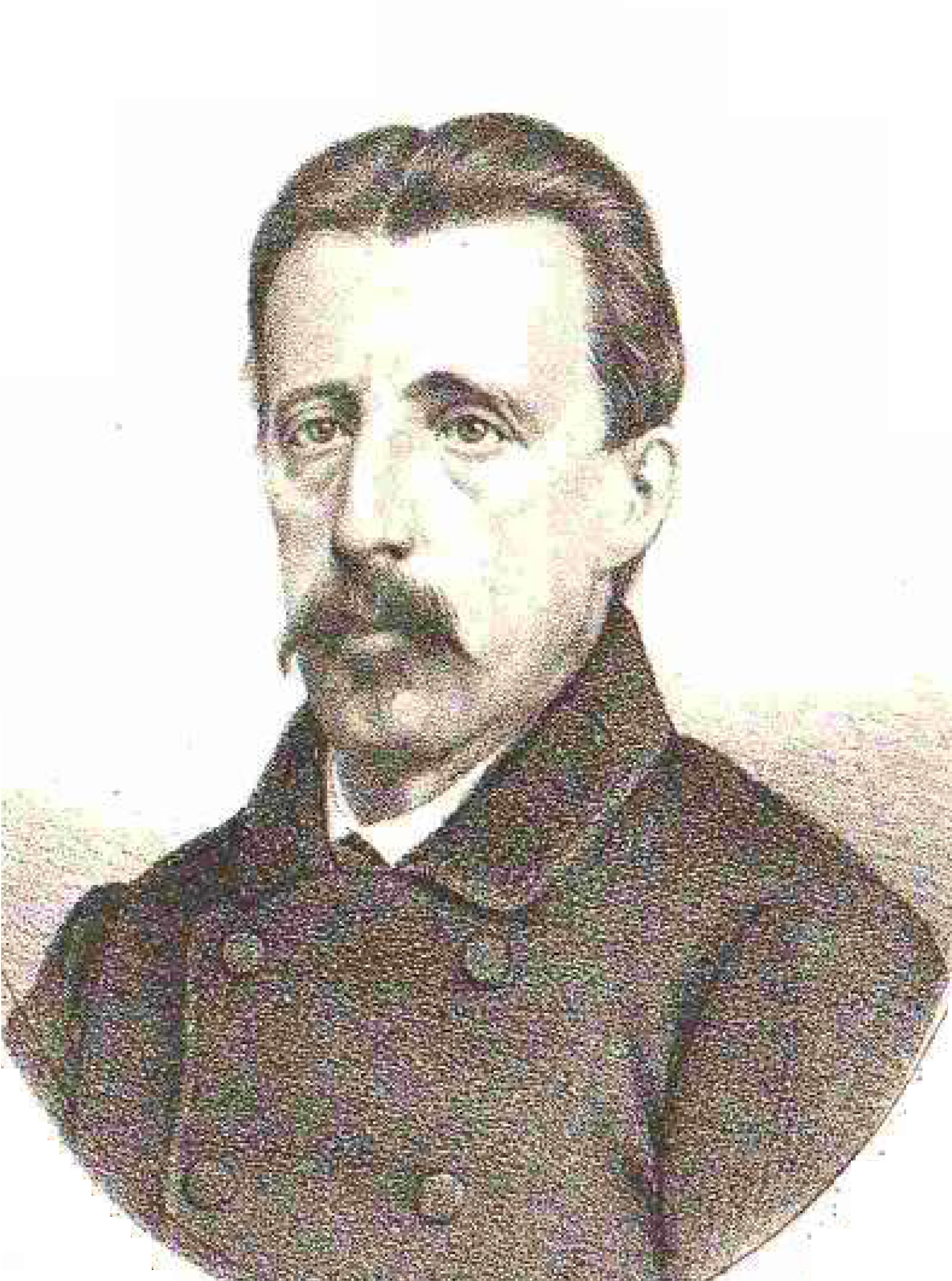
Antonio Juan de Vildósola.

Dans le cas des traditionalistes espagnols, les relations entre l'État et l'Espagne ont été quelque peu vagues au cours du temps. Étant donné leur insistance sur les composantes sociales traditionnelles et les identités locales en particulier, l'Espagne ne fut pas nécessairement identifiée avec un État espagnol. Les entités politiques indépendantes existant dans la péninsule Ibérique à l'époque médiévale sont considérées comme faisant partie de l'Espagne, ce qui peut également être le cas des territoires contrôlés par Madrid ailleurs en Europe ou des possessions espagnoles outre-mer, parfois envisagées comme une confédération. Il est assez fréquent de trouver des références traditionalistes aux Espagnes, « Las Españas », parfois divisées entre peninsulares et ultramarinas, comme principal point de référence multi-étatique et comme terre mère, bien qu'au fil du temps, elles soient devenues de plus en plus une référence culturelle, une référence au concept d’hispanité. Selon cette perspective, la dimension impériale est ignorée ou rejetée,, l'accent se trouvant mis non sur la conquête et la subordination, mais plutôt sur la communauté et les valeurs partagées. La tradition culturelle hispanique se trouve ainsi combinée avec le rôle missionnaire de la monarchie espagnole, ce qui rend l'un des piliers de l'idéologie traditionaliste, la patrie, assez vague et définitivement pas l’équivalent d’un État.

### Société

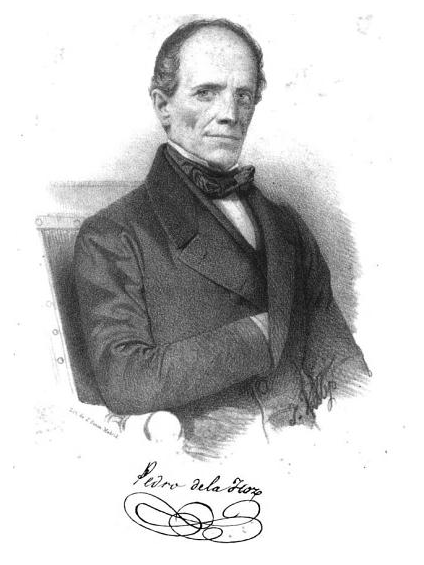
Pedro de la Hoz.

La société n'a pas suscité un grand intérêt chez les premiers théoriciens traditionalistes, ou du moins leur discours n'était pas formulé en termes de société, mais portait plutôt sur la tradition formant la communauté ; c'est à la fin du XIXe siècle que la question du tissu social est apparue au premier plan, qu'elle occupe encore aujourd'hui. Sa compréhension est fondée sur le concept d'organicisme : la société est formée par une multitude de communautés fonctionnelles ou naturelles — la famille étant le composant primaire et le plus important — et n'est pas un ensemble d'individus. Ces communautés sont décrites comme étant liées dans une structure multi-couche,, organisée par des principes téléologiques, hiérarchiques et en constante interaction les uns avec les autres. Les individus sont avant tout exprimés en tant que membres de ces communautés,, et non en tant qu’eux-mêmes, car un homme n'existe pas de façon isolée. Les Traditionalistes ont opposé leur vision de la société principalement à celle des libéraux, supposée être fondée sur le principe erroné des individus et de leurs libertés, qu’ils exercent en vertu de leur être propre ; le concept de « droits de l'homme » est rejeté.
Une autre caractéristique fondamentale de la pensée traditionaliste, qui l’oppose à la conception libérale de la société, est le rejet catégorique de l’idée d’un contrat social, considéré comme absurde ; selon le traditionalisme, la société « traditionnelle » s’est formée au cours du développement historique. Un autre point de désaccord était que la société traditionaliste était unie par une orthodoxie commune — en l'occurrence, une orthodoxie catholique romainee,, — alors qu'une société libérale n'est qu'un mécanisme technique permettant un compromis entre de nombreux systèmes moraux normatifs. Enfin, l'idéal traditionaliste est une sociedad estamental (une société fondée sur les ordres d’Ancien Régime) hiérarchique,, un concept qui, à l'origine, désignait le système féodal des ordres, mais qui a ensuite été développé par différents auteurs, qui l’ont abordé sous divers angles de détail, en des systèmes de groupes sociaux plus complexes, appelés strates, classes, corporations, etc. ; ces systèmes se trouvent unis soit par leur rôle fonctionnel soit par leurs intérêts spécifiques. Cette perspective mettait l'accent sur la hiérarchie et les rôles perçus comme opposés à la mobilité, qui supposent tous les individus égaux et susceptibles individuellement d’occuper tout rôle social.

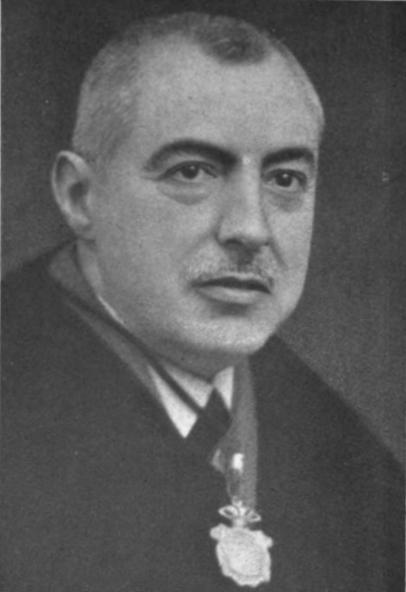
Salvador Minguijón.

À la fin du XIXe siècle fut développée une théorie d’une souveraineté sociale. Elle affirmait que les composants communautaires de la société qui se dressaient entre un individu et un roi — appelés « cuerpos intermedios » (« corps intermédiaires ») — sont pleinement autonomes et auto-gouvernées à l’intérieur de leurs propres limites. Ni le roi, ni l'État, ni l'administration politique n'étaient autorisés à interférer avec eux et étaient limités dans leurs pouvoirs par ces entités entièrement autonomes. En effet, ce concept faisait de l'État traditionaliste une sorte de fédération d'entités géographiques, de groupements professionnels ou d'associations fonctionnelles, chacun d'eux se gouvernant lui-même, en opposition à l’idée une société cadrée par des règles de plus en plus homogènes et universelles. Au début du XIXe siècle, cela correspondait davantage à une structure féodale morcelée opposée aux projets de modernisation axés sur l'uniformité et la centralisation. Au début du XXIe siècle, cela se rapproche plutôt de la dévolution, la subsidiarité et le néo-médiévalisme dans leur incarnation postmoderne. La souveraineté sociale ne doit pas non plus être confondue avec la souveraineté nationale. Dans la pensée traditionaliste, la nation était un concept marginal, considéré comme provenant d'une erreur révolutionnaire et transmettant une théorie défectueuse de la légitimité construite de bas en haut. Si le terme de « nation » était utilisé, il désignait une communauté unie par une tradition commune plutôt que par une ethnicité, car les peuples n’appartenaient pas à diverses nations mais relevaient plutôt de différentes traditions ou, selon certains, dans diverses patries.

### Représentation

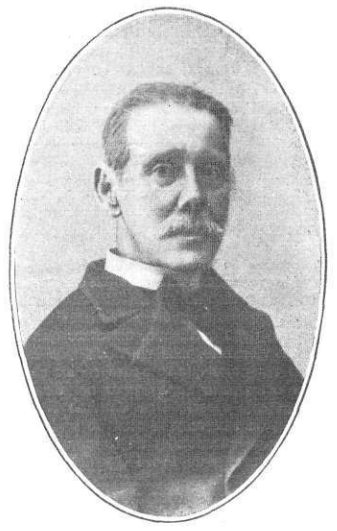
Gabino Tejado.

Bien que selon la conception traditionaliste, toute la souveraineté politique repose sur un roi, ses pouvoirs sont limités et il n'est pas libre d’interpréter ces limites à sa guise ; il est censé prendre en compte l'opinion des corps intermédiaires. Le mécanisme exact de ce processus a été décrit à des niveaux de précision variables et parfois de manière quelque peu contradictoire ; selon certains théoriciens, les représentants de la société doivent simplement être consultés,, tandis que selon d'autres, leur avis devrait être formellement intégré au mécanisme de prise de décision, allant jusqu'à suspendre ou bloquer les résolutions royales, ; dans les cas extrêmes, ils étaient en droit de désobéir ou même de rejeter un dirigeant illégitime. Dans tous les cas, le gouvernement est généralement considéré comme responsable envers un roi plutôt qu'envers une représentation sociale, la monarchie étant vaguement « modérée » par des représentants de la société. Une telle vision ne semblait pas nécessairement compatible avec la théorie de la souveraineté royale non partagée. Les théories traditionalistes ont tenté de contourner le problème de différentes manières, par exemple l'idée que la société ne partageait pas le pouvoir, mais plutôt qu'elle était représentée devant le pouvoir.
Conformément à la lecture traditionaliste prédominante, la représentation devrait être canalisée par des corps intermédiaires selon ce qui est généralement considéré comme un modèle corporatif, que les traditionalistes préfèrent qualifier de « représentation organique ». Des corps intermédiaires, définis différemment selon les auteurs,, étaient libres de trouver leur propre méthode pour nommer leurs représentants selon des modèles structurels définis de façon distincte,. Ce mécanisme était opposé à la représentation exercée par le biais du suffrage populaire individuel, un concept libéral considéré comme défectueux, inventé pour servir, soit la bourgeoisie, soit la « plèbe », exploitant l'atomisation des individus, menant inévitablement à la corruption, à la partidocratie, à l'oligarchie et au caciquisme tout en échouant à représenter correctement les intérêts sociaux. Cependant, certains traditionalistes ont adopté l'idée d'élections non-corporatives, bien que généralement fortement limitées[pas clair]. L’organe des représentants de la société prend avant tout la forme d’un Parlement bicaméral, et en second lieu d’un Conseil royal.

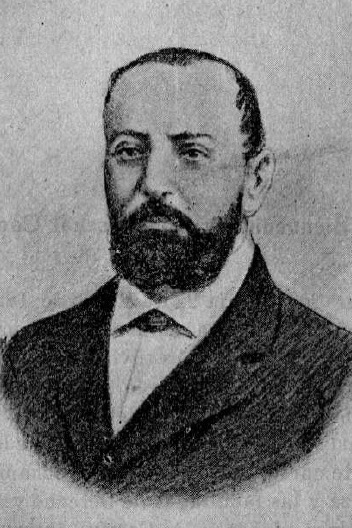
Bienvenido Comín.

La question du rapport du traditionalisme avec la démocratie est quelque peu floue. Comprise dans les termes actuellement prévalents, les deux sont clairement incompatibles, car le premier identifie l'ordre divin et le second le peuple en tant que source de pouvoir public. De plus, en termes de praxis, la plupart des traditionalistes rejettent la démocratie en tant que système instable et non fonctionnel et, au niveau du discours public populaire, la presse traditionaliste a généralement dénigré la démocratie. Cependant, certains théoriciens importants ont admis qu'elle pourrait être opérationnelle au niveau de la plus petite communauté, par exemple dans le cas d'une municipalité. Quelques-uns — parfois qualifiés de « démocrates convaincus » — n'ont pas rejeté la démocratie en soi, la comprenant comme un principe de représentation et de reconnaissance légale ; selon cette lecture, les élections parlementaires populaires sont rejetées comme non véritablement démocratiques,. De même, le rapport du traditionalisme avec le régime dictatorial est vague. En principe farouchement hostile aux régimes tyranniques ou despotiques exerçant le pouvoir au-delà des limites appropriées, certains théoriciens traditionalistes ont reconnu le droit souverain de coercition et ont accepté — généralement comme dernier recours applicable — le fonctionnement dictatorial. Certains ont même développé leurs propres théories de la dictature ; celle des années 1840 se rapprochait d’une pratique prétorienne, tandis que celle des années 1920 était bien plus proche d'un paradigme autoritaire.

### Fors

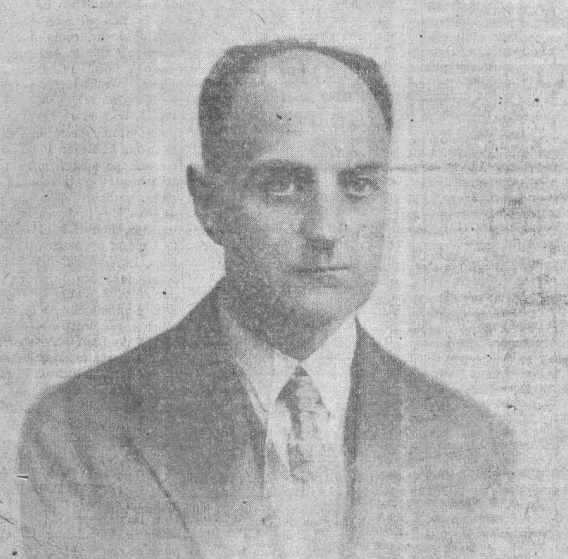
Marcial Solana González-Camino.

Techniquement parlant, les entités territoriales ne sont qu'un type parmi de nombreux autres corps intermédiaires qui composent une société ; en effet, dans les premiers écrits traditionalistes, elles ne jouissaient pas d'une importance particulière et selon certains, elles étaient plutôt ignorées. L'adhésion traditionaliste à des identités juridiques locales séparées s’est révélée proportionnelle aux efforts de modernisation des gouvernements libéraux, qui au cours du XIXe siècle, mettent systématiquement fin aux entités territoriales enracinées dans le féodalisme, qui allaient contre l'homogénéité attendue d'un État moderne Le sujet des fueros (les fors), des réglementations traditionnelles spécifiques à certaines zones, commence à apparaître dans les années 1840 chez les traditionalistes carlistes plutôt que dans les milieux non-carlistes du traditionalisme ; dans les années 1870, il est devenu un thème important ; à la fin du XIXe siècle, la réinstauration des fueros est devenue l'une des pierres angulaires de l'ensemble de la théorie et elle le demeure dans l’actualité.
Selon la doctrine traditionaliste la plus développée sur le sujet, les fors sont considérés comme des règles primaires constituant l'État et en aucun cas comme une sorte de privilège accordé par l'autorité centrale à des entités territoriales spécifiques. Les fors peuvent s'appliquer à n'importe quelle entité, d'une municipalité à une région (es), bien que certains théoriciens se soient plutôt concentrés sur des provinces plus petites, et d'autres plutôt sur de plus grandes régions. Selon la lecture traditionaliste, le même ensemble de règles spécifiques n'est pas applicable à toutes les entités formant une catégorie spécifique, par exemple à toutes les provinces ; les fors sont spécifiques à l'entité, ce qui signifie qu'une province peut bénéficier de certains caractéristiques (institutionnelles, juridiques, fiscales, etc.) qui ne sont pas en vigueur dans une autre. Ainsi selon cette posture théorique les fors sont des incarnations juridiques d'une identité locale qui va bien au-delà des réglementations juridiques ; elle est composée d'une histoire, d'une culture et de coutumes communes.

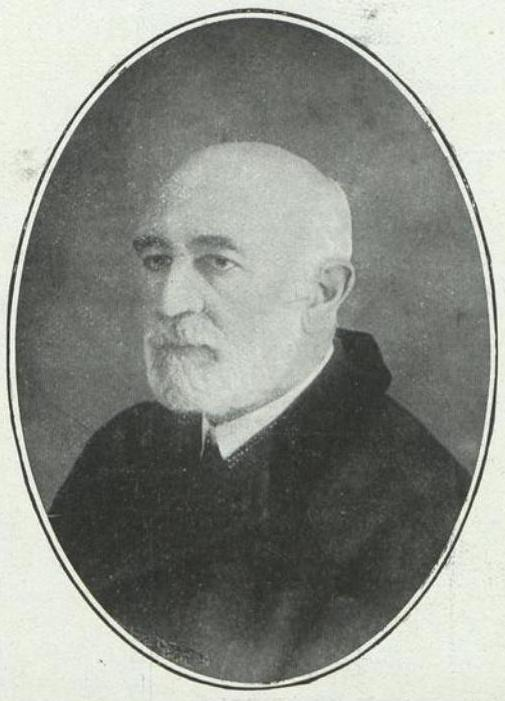
Manuel Polo y Peyrolón.

Le traditionalisme a toujours souligné la particularité entre sa compréhension particulière de l’identité locale. Par exemple, dans le cas du foralisme (fuerismo ou foralismo) — mouvement de revendication des fors, l'une des raisons d’être du nationalisme basque des premiers temps —, le terme a également parfois été adopté par les traditionalistes, mais dans un sens différent à celui communément admis, qui se limitait au provinces basques et à la Navarre, et minimisait le caractère commun « espagnol ». De même, le régionalisme se rapproche du traditionalisme par certains aspects, bien que les partisans du dernier se soient montrés prudents en ne soutenant que le régionalisme foraliste et en rejetant le régionalisme basé uniquement sur des principes géographiques ou économiques. Le fédéralisme est également un terme accepté par de nombreux traditionalistes, certains des plus importants d'entre eux s'étant parfois auto-définis comme fédéralistes, prônant un fédéralisme régional et définissant l'Espagne une fédération de régions, Certains aspirent plutôt à une confédération D’autres se montrent plus réservés néanmoins et considèrent les solutions fédératives comme technocratiques. Ainsi, le traditionalisme s’oppose radicalement au courant dominant du fédéralisme en Espagne au XIXe siècle, notamment le cantonalisme, une théorie avancée brièvement au milieu du XIXe siècle par la gauche libérale radicale. Les solutions autonomistes furent rejetées dans leur principe, car reflétant une logique descendante erronée et plaçant l’État avant les entités locales ; certains ont également considéré l'autonomie de la Catalogne ou du Pays basque comme opposées au foralisme, car les fueros étaient spécifiques à chaque province. En pratique, les traditionalistes sont restés très divisés ; dans les années 1930 et 1970, certains ont soutenu et d'autres ont opposé les réglementations autonomes discutées. Les théoriciens traditionalistes du XXIe siècle critiquent enfin la pratique actuelle de l'autonomie comme de plus en plus contaminée par la mentalité rationaliste et le droit positif. Enfin, le séparatisme est unanimement considéré comme clairement incompatible avec le traditionalisme. Depuis l’avènement de la démocratie, le traditionalisme s’oppose résolument à l’indépendantisme basque — le dernier traditionaliste connu à avoir été tué a été victime de l'ETA —.

### Économie

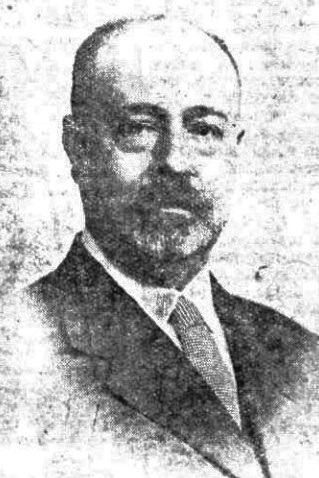
Luis Hernando de Larramendi.

En tant que doctrine politique, le traditionalisme espagnol n'a pas développé sa propre théorie économique. Les références explicites sont rares, elles sont la plupart du temps soit très générales, soit très fragmentées,. La période de guerre expérimentée par les États carlistes qui émergèrent brièvement durant les guerres carlistes, n’offre pas de ligne claire, que ce soit en termes économiques généraux ou en termes de questions plus détaillées telles que la politiques fiscale, monétaire ou commerciale. Les conditions économiques extrêmement variables, allant des vestiges du féodalisme tardif du XVIIIe siècle à la mondialisation post-industrielle du début du XXIe siècle, ont suscité des commentaires applicables à des conditions spécifiques, mais n'ont pas abouti à une théorie générale.
Il n'y a pas de références spécifiques à l'économie dans les premiers écrits traditionalistes, produits pendant le crépuscule du féodalisme espagnol. Les premières incursions dans ce domaine sont survenues lors des premières expériences révolutionnaires (libérales), liées à l'émergence de la bourgeoisie. Certains des premiers théoriciens traditionalistes ont défendu certaines caractéristiques du régime historique, en particulier les énormes propriétés foncières religieuses, soumises à un projet massif d'expropriation lancé par les gouvernements libéraux — les désamortissements —. Dans une économie espagnole profondément agraire, l’exploitation de ces propriétés était normalement accessible aux masses rurales par le biais d'accords spécifiques et plutôt abordables. Les nouveaux propriétaires bourgeois changèrent les modalités d’utilisation des parcelles dont ils avaient fait l’acquisition sur une base purement commerciale ; cela provoqua l'émergence de « sentiments traditionalistes radicalement anticapitalistes », dirigés contre le nouvel « agrarisme militant ».
De même, l'abolition des guildes médiévales (gremios) en 1834 a été mal accueillie, et firent l’objet de revendication pendant près d’un siècle. Enfin, l'opposition à la suppression des coutumes locales enracinées dans le féodalisme, aux exonérations fiscales ou à d'autres tarifs locaux, ainsi qu'une hostilité populaire plutôt que théorique à l'urbanisation et à l'industrialisation[286], ont opposé le traditionalisme au monde bourgeois.

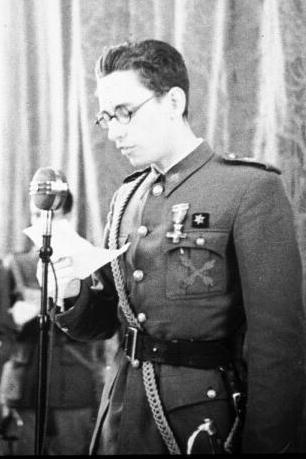
Rafael Gambra.

Peu de traditionalistes non-carlistes acceptèrent les désamortissements et, en accord avec l'ordre capitaliste naissant, déclarèrent la propriété privée individuelle comme base inviolable d'une société ; leurs efforts, typiques du milieu du XIXe siècle, se limitèrent à des tentatives d’amalgamer l'impulsion capitaliste et les structures hiérarchiques d'une société principalement rurale. Progressivement, la propriété privée fut pleinement adoptée comme norme dans une économie surtout rurale, les exploitations familiales de taille moyenne dans les provinces basques et de Navarre se trouvant présentées comme un cadre économique idéal. Cependant, cela n'a jamais éclipsé l’idée d'économie collective défendue par le traditionalisme, que ce soit en termes de propriété, d'utilisation ou d'administration. Dans les milieux ruraux, cela a abouti à une focalisation sur les communs tels que les pâturages, les prairies et les forêts,, ; dans le domaine de l'industrie, le traditionalisme en vint à défendre un modèle basé sur les petites manufactures familiales suivant le modèle rural, les employeurs et les employés étant unis dans une formule de gestion commune,,. Rerum novarum, texte inaugural de la doctrine sociale de l'Église catholique — publié en 1891 —, étant accepté en remplacement d’une doctrine socio-économique propre au traditionalisme, au cours de la première moitié du XXe siècle  certains commentateurs traditionalistes déclarèrent que le seul moyen de production acceptable était le capitalisme, bien qu’ils aient pu  préconiser la redistribution des richesses comme moyen de résoudre les problèmes sociaux. Pendant le franquisme, les principaux théoriciens carlistes ont déploré les syndicats verticaux comme une distorsion pathétique du système de guildes, mais il semble que, à l'exception des juanistas, ils aient également accepté les « prémices du néocapitalisme », du moins dans le cadre d’un marché libre contrôlé. Les figures traditionalistes d'aujourd'hui admettent parfois leur « haine du capitalisme » et déclarent vouloir retourner au vieux régime, dont la référence reste toutefois très vague ; un programme officiel du Parti carliste témoigne d'une approche technocratique, pointant vers une économie de marché libre réglementée et orientée vers le bien commun.

### Relations étrangères

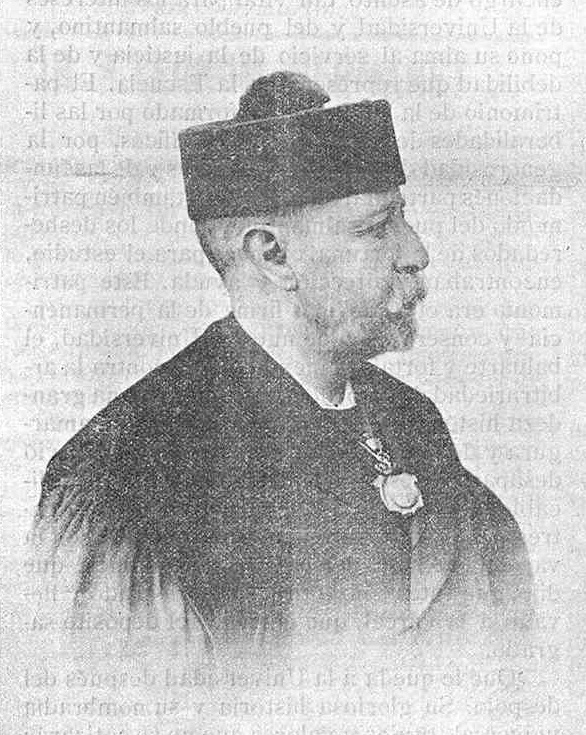
Enrique Gil Robles.

À travers près de 200 ans d'histoire, les traditionalistes espagnols ont sympathisé les différents pays qu'ils considéraient selon le moment les plus proches de leur propre modèle idéologique. Au milieu du XIXe siècle, il s'agissait principalement d'États de la péninsule italienne ; les prétendants carlistes successifs épousèrent des femmes issues de branches Bourbon ou Habsbourg, qui régnaient à Naples, Modène ou Parme. Leur répression des soulèvements révolutionnaires de 1848-1849 fut considérée comme une victoire sur le libéralisme impie ; leur chute en 1859-1861 fut considérée comme un coup dur porté à l'ordre européen, qui s’avéra fatal avec l'abolition de l'État pontifical — défendu notamment par le futur prétendant Alphonse-Charles — en 1870. À cette époque, les Traditionalistes commencèrent à reporter leurs espoirs sur la Russie, le pays qui témoigna des sentiments favorables envers la cause carliste pendant les deux guerres civiles et qui y était favorable pendant la guerre de Crimée Le prétendant Carlos VII observa la campagne des Balkans contre la Turquie en tant qu'invité spécial du tsar. ; dans les années 1890, son fils Don Jaime — bien qu'il fréquentât l'académie militaire autrichienne selon Mechor Ferrer — rejoignit l'armée russe et participa par la suite à des missions de combat ; au tournant du siècle, des intellectuels carlistes comme Enrique Gil-Robles saluèrent la Russie comme un rempart de la tradition contre l'assaut de la ploutocratie, de la sécularisation et de la démocratie.
Alors que de nouvelles lignes de conflit européen devenaient plus perceptibles, de plus en plus de carlistes commencèrent à se tourner vers l'Allemagne ; son pouvoir grandissant et son régime étaient perçus comme une contre-proposition à une alliance franco-britannique décadente et poussée par le libéralisme. Pendant la Première Guerre mondiale, la plupart des carlistes sympathisèrent avec l'Empire allemand, bien qu'une importante minorité — y compris le prétendant — soutînt la France. Cette division contribua à une crise majeure au sein du mouvement et une importante rupture en 1919. Pendant l'entre-deux-guerres, la presse traditionaliste se tourna avec espoir vers les régimes anti-démocratiques émergents, en particulier ceux du Portugal et de l'Italie, mais aussi en Autriche et en Allemagne. Un certain crédit donné à Hitler dans un premier temps fut retiré à la suite de l'assassinat de Dolfuss, mais Mussolini resta considéré comme un allié ; au milieu des années 1930, environ 200 carlistes reçurent une formation militaire dans l’Italie fasciste et le chef politique de la Communion, Rodezno, signa un accord à teneur politique en rapport
. Pendant la Seconde Guerre mondiale, il y eut des courants à la fois pro-Axe et pro-Alliés au sein de l'organisation ; finalement, la politique de non-engagement prévalut, même si le régent-prétendant fut vaguement impliqué dans la Résistance et finit par être emprisonné dans un camp de concentration nazi.
La Guerre froide présenta un dilemme aux carlistes. En tant que mouvement intrinsèquement anti-révolutionnaire qui avait combattu la bolchévisation de l'Espagne pendant la guerre civile, ils perçurent le bloc communiste comme l'ennemi archétypal. D'autre part, les régimes démocratiques, laïques et initialement farouchement anti-espagnols du monde occidental n'étaient pas considérés comme des alliés potentiels, même si le mariage de l'infant carliste avec une princesse néerlandaise causa plus de réactions et de perplexité aux Pays-Bas qu'en Espagne. La volonté apparente d'une « troisième voie », qui se traduisait par de la sympathie pour les pays du tiers-monde
 et s’exprima également dans une fascination  pour la Yougoslavie, nourrie par certains courants au sein du carlisme. À la chute du monde bipolaire, le sentiment anti-occidental fut eut de nouveau le vent en poupe chez les traditionalistes. Fondé sur la rancœur traditionnelle envers les Anglo-Américains
 et les préoccupations antérieures concernant la société de consommation émergente, il était désormais alimenté également par l'opposition à la révolution culturelle marquée par les courants LGBT, féministes et woke. Au XXIe siècle, cela se transforma en une fascination pour la Russie de Poutine, présentée comme un rempart du traditionalisme ; par exemple, le penseur Miguel Ayuso qualifia la Russie de seule puissance chrétienne mondiale et s’opposa aux tentatives d’« étrangler la Russie ».

## Rapport avec d’autres concepts politiques
En tant que théorie politique, le traditionalisme a plus de 200 ans d’histoire. Les traditionalistes durent formuler leurs réponses à des nouveautés comme la déclaration des droits de l'homme et du citoyen de 1789 et le projet de Constitution européenne de 2004. Le traditionalisme a coexisté avec de nombreux concepts politiques, maintenant une position ferme envers certains et adoptant une posture plus erratique envers d'autres. L'hostilité véhémente envers les théories et les mouvements politiques jugés révolutionnaires — en particulier le libéralisme, mais aussi le socialisme, le communisme et l'anarchisme — est restée la pierre angulaire des principes traditionalistes. Dans le cas de nombreuses autres doctrines, le rapport n'est pas bien établi, variant selon les spécialistes, et soumis à la confusion dans le discours populaire ou à la manipulation consciente dans le débat politique ou culturel partisan.

### Absolutisme

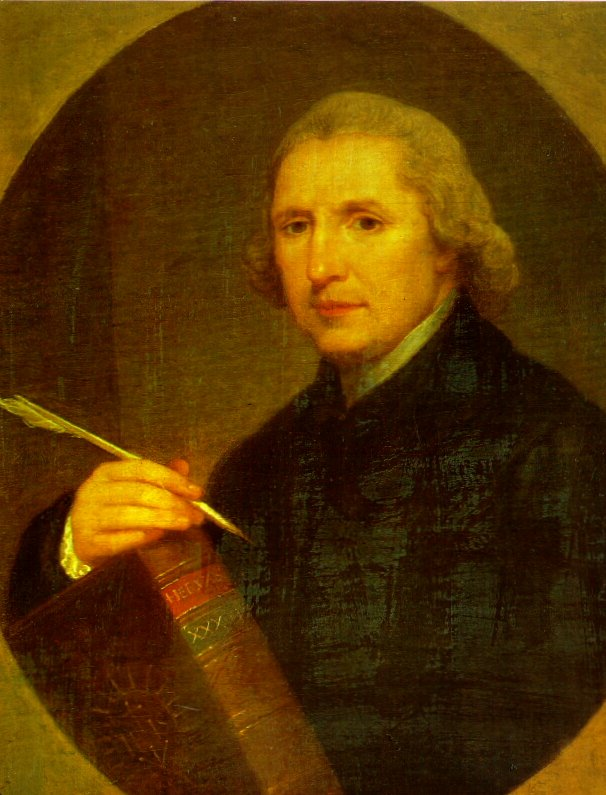
Lorenzo Hervás.

On trouve diverses références académiques à l'« absolutisme carliste »,, ou au « traditionalisme absolutiste »,, , généralement appliqués au début du XIXe siècle, mais parfois même jusqu'en 1880. Le Manifeste des Perses de 1814 a été qualifié de « véritable plaidoyer absolutiste ». En effet, son article 134 contenait un long éloge de la « monarchie absolue » et du « souverain absolu » ; de plus, à la fin des années 1820, Don Carlos semblait être un défenseur beaucoup plus véhément de l'Ancien Régime (es) que son frère Ferdinand VII. Cependant, la plupart des universitaires qui s'intéressent au traditionalisme restent prudents lorsqu'ils s’agit d’évoquer sa proximité avec l'absolutisme ; l'opinion prédominante est que les deux visions étaient en situation de rivalité. Certains voient la naissance du traditionalisme dans le mécontentement croissant face aux réformes de plus en plus absolutistes du XVIIIe siècle. Selon le traditionaliste Miguel Ayuso, les références absolutistes dans le Manifeste des Perses comme un « quiproquo terminologique », car le paragraphe en question serait clairement dirigé contre le pouvoir monarchique absolu et illimité, plaidant plutôt pour l'exercice souverain des pouvoirs indivis limités par la loi divine, la justice et les règles fondamentales de l'État. Certains notent que l'absolutisme a pu servir de sorte d'incubateur pour le traditionalisme, car les pré-traditionalistes soutinrent fermement Ferdinand VII lors de sa purge, avec des motifs absolutistes, des afrancesados, des révolutionnaires et des libéraux ; cependant, bien que les deux mouvements aient cherché à restaurer l'Ancien Régime, les traditionalistes rêvaient de revenir au régime pré-bourbonien,, et non pas au « despotisme ministériel » de la fin du XVIIIe siècle.
Pendant une grande partie du XIXe siècle et même tard dans le XXe siècle, les traditionalistes ont souligné leur position distante à la fois de la monarchie constitutionnelle et de la monarchie absolue. Concrètement, trois problèmes majeurs séparaient les traditionalistes des absolutistes. Tout d'abord, les premiers s’en sont tenus à la tradition politique espagnole tandis que les seconds ont adopté les nouveautés du XVIIIe siècle importées de France. Deuxièmement, les premiers ont rejeté les principes des Lumières comme une usurpation humaine impie tandis que les seconds les ont adoptés comme fondement théorique du despotisme éclairé. Troisièmement, les premiers considéraient que le monarque était investi de pouvoirs exécutifs limités par l'ordre naturel, la tradition et les règles divines, tandis que les seconds avaient tendance à le voir comme une source de pouvoir public.

### Carlisme

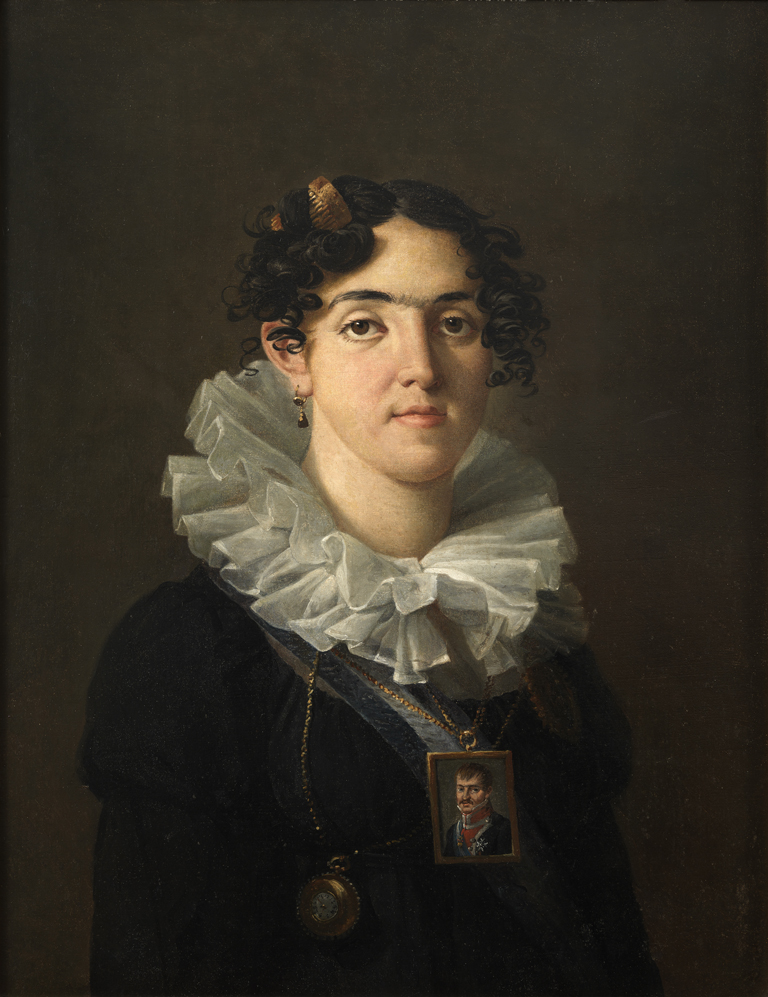
Marie-Thérèse de Portugal, princesse de Beira.

Le traditionalisme espagnol est inextricablement lié au carlisme, les deux termes pouvant être utilisés de façon interchangeable dans certains contextes, bien que la relation exacte entre les deux puisse être comprise de manières très différentes. La théorie dominante soutient que le traditionalisme est une doctrine politique théorique, adoptée par un mouvement social et politique appelé carlisme. La version de cette théorie actuellement acceptée par les carlistes eux-mêmes est que bien que n'étant pas exclusivement à l'origine de leur point de vue, le traditionalisme entendu comme « doctrine juridico-politique » combinée à une théorie de la légitimité dynastique et à une théorie de la continuité historique espagnole constituent les trois piliers théoriques du carlisme,,. Selon Ayuso, la différence importante entre les deux concepts réside dans le fait que le carlisme naît et trouve l’une de ses principales raisons d’être dans une revendication légitimiste, alors que le traditionalisme est un concept plus englobant, relevant d’une philosophie et d’une conception générale du monde et de la société. Selon l’Enciclopedia Espasa (publiée en 1928), le carlisme fut en Espagne le premier traditionalisme et le traditionalisme par antonomase, les autres branches traditionalistes en étant des dérivations ou des scissions, et ne s’en différenciant que par l’importance moindre qu’elles pouvaient accorder à la question dynastique.
Dans certaines définitions succinctes, le traditionalisme est simplement présenté comme la doctrine des carlistes. Cependant, dans les discours universitaires détaillés, la plupart des auteurs notent que le traditionalisme se manifeste sous des incarnations carlistes et non carlistes. Certains d'entre eux maintiennent que le carlisme est l'essence du traditionalisme, son incarnation la plus authentique. Quelques autres défendent néanmoins l'opinion contraire et se focalisent sur les arguments montrant que le traditionalisme mainstream n'était pas carliste ; enfin, de nombreux auteurs oscillent entre les deux positions. La plupart des chercheurs n'entrent pas dans de tels détails ; ils notent que les carlistes ont nourri « leur marque de Traditionalisme » et parlent de « traditionalisme carliste » ou utilisent les deux termes presque de manière interchangeable. Enfin, selon un courant historiographique « néo-carliste », qui est considéré comme épuisé, le carlisme et le traditionalisme avaient peu en commun en principe et que l'on peut être soit un vrai carliste, soit un traditionaliste ; cette théorie est principalement poursuivie par des auteurs liés au Parti carliste, qui présentent le carlisme comme un mouvement de protestation sociale parfois infiltré par des traditionalistes,,.
Au-delà des opinions divergentes des universitaires sur les rapports entre le traditionalisme et le carlisme, il existe également une confusion liée aux usages terminologiques et historiques dans le discours populaire. Cela découle principalement des scissions qui ont eu lieu au sein du mouvement et des revendications exclusives que diverses factions ont faites quant à leur qualité de traditionalistes, ainsi que des tentatives conscientes de manipuler l'opinion publique. Le premier point concerne les scissions de 1888 et 1919 survenues au sein du carlisme ; les dissidences nocedalista et mellistas ont été appelées traditionalistes et sont opposées aux carlistes « officiels », une opposition renforcée du fait que le parti de Mella a pris le nom de Partido Católico Tradicionalista et que les partisans des deux courants ont revendiqué leur légitimité exclusive pour l'utilisation du terme. Un exemple de manipulation autour de cette relation entre carlisme et traditionalisme est le cas des dictatures de Primo de Rivera et de Franco ; dans le but de nier l'existence de groupements politiques autres que le parti officiel, les deux régimes ont minimisé le terme de « carlisme » et l'ont remplacé par celui de « traditionalisme » ; ce dernier a été considéré comme plus large, capable de couvrir également les principes des régimes respectifs, et en particulier dépourvu de l'élément dynastique potentiellement gênant.

### Conservatisme

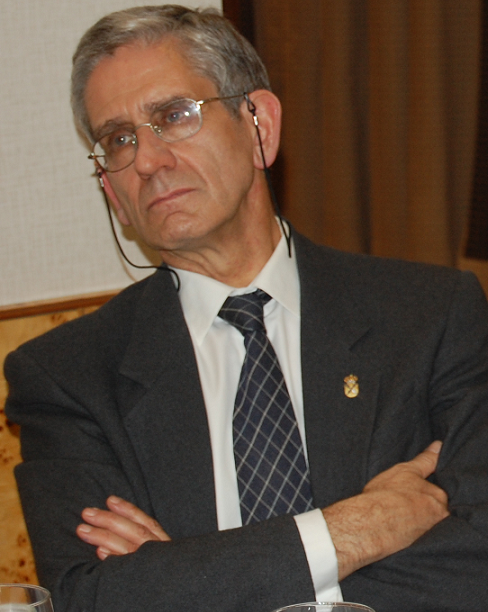
José Miguel Gambra Gutiérrez.

Les conservateurs espagnols qui ont exercé le pouvoir ont dès le début largement rejeté les postulats traditionalistes. Les doceañistas du règne de Ferdinand VII, les modérés du règne d’Isabelle II et le Parti libéral-conservateur de la Restauration sont restés farouchement hostiles au traditionalisme carliste, bien qu'il y eût des périodes de rapprochement avec des branches non-légitimistes du mouvement. Certains représentants des deux camps se sont rapprochés à l'époque de Donoso Cortés, des néo-catholiques, d'Alejandro Pidal et de Menéndez Pelayo, et des branches conservatrices telles que les mauristes ont même envisagé une fusion avec les traditionalistes. En termes d'affinité doctrinale, leur relation mutuelle est plus ambiguë et difficile à établir.
Le traditionalisme est souvent considéré comme une théorie conservatrice, voire ultra-conservatrice. Une tentative typologique multidimensionnelle récente — de 2016 — présente une classification ambiguë. Certaines études universitaires détaillées affirment que le traditionalisme et le conservatisme sont des concepts clairement distincts, que ce soit en Espagne ou en général. Le premier est basé sur des principes religieux et a pour source la Révélation, le second — bien qu'il soit généralement respectueux des valeurs religieuses — ne leur donne pas une place centrale. Le premier comprend la politique comme moyen d'atteindre des objectifs catholiques missionnaires, le second comme une pratique du pouvoir public. Le premier est fondé sur un noyau immuable, le second est en principe évolutif. Le premier est providentiel, le second est déterministe et historiciste. Le premier est incompatible avec la démocratie, le second est parfaitement adapté pour fonctionner dans un royaume fondé sur l'hypothèse de la souveraineté des peuples. Le premier est monarchiste, le second est accidentaliste (en). Le premier est issu de la tradition culturelle vernaculaire, le second est en principe universel. Le premier perçoit la société comme établie sur un ordre naturel présumé, le second comme découlant de principes contractuels et volontaristes incarnés dans une constitution. Le premier comprend la société comme composée de corps organiques, le second comme composée d'individus libres. Le premier voit le pouvoir public comme unifié et intégral, le second comme divisé en pouvoirs législatif, exécutif et judiciaire. Une différence significative entre les deux est que les conservateurs n'ont généralement aucun problème à admettre leur identité politique de droite, alors que les traditionalistes sont mal à l'aise avec cette classification, soulignant que leur conception est enracinée dans le monde d'avant 1789, c’est-à-dire avant que le paradigme droite-gauche ne soit apparu.

### Fascisme

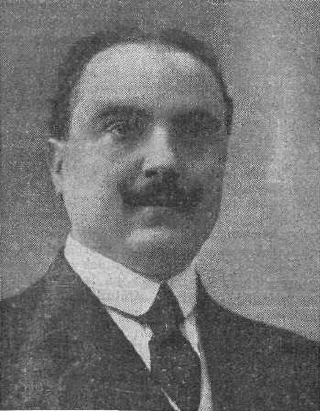
José M. Albiñana.

Le traditionalisme a pu être rapproché du fascisme dans différents contextes.
Certains politiciens utilisent le terme de « fasciste » appliqué aux traditionalistes pour discréditer le mouvement.
Dans un travail de recherche publiés en 2014, certains penseurs réactionnaires du XVIIIe siècle comme Ceballos (es) ont été confrontés à l’idéologie fasciste, selon l’argument que cela aide à comprendre l'émergence du conservatisme radical puis du radicalisme de droite dans tous les pays qui ont développé par la suite des régimes effectivement fascistes (Italie, Allemagne, Europe de l'Est). Selon cette logique, le traditionalisme était initialement une idéologie consensuelle, mais n'ayant pas réussi à trouver un allié parmi les conservateurs, il est devenu de plus en plus radical et véhément.
Dans le discours universitaire, une telle perspective est rare, bien qu’elle puisse se retrouver ponctuellement. Quelques universitaires suggèrent une fusion des deux doctrines chez certains auteurs, en parlant de « fascisme traditionaliste » et certains auteurs traditionalistes ont ponctuellement été qualifiés de « fascistes » ou même de « super-fascistes » — par exemple Elías de Tejada —. Des épisodes de rapprochement entre traditionalistes et fascistes ou nazis sont parfois discutés, tels que la tentative institutionnelle de fusionner traditionalisme et fascisme au sein du Parti nationaliste espagnol de José Albiñana, le traitement généralement positif que Mussolini et Hitler ont reçu dans la presse traditionaliste, la formation reçue par les paramilitaires carlistes en Italie au milieu des années 1930 ou une série de télégrammes de félicitations envoyés par des politiciens carlistes à l'ambassade nazie de Madrid à la suite du déclenchement de la guerre germano-soviétique en 1941. Cependant, le rapprochement demeure limité, si ce n’est que les deux systèmes partageaient une hostilité véhémente envers les partis, la démocratie, la franc-maçonnerie, la guerre des classes et le communisme.
Des études détaillées mettent en évidence les différences entre les deux doctrines et suggèrent qu'elles s’opposaient dans une grande mesure. Les affinités réservées que les auteurs traditionalistes auraient pu avoir avec Hitler ont disparu après l'assassinat de Dolfuss, et de nombreuses points de divergences ou d’opposition ont commencé à se faire jour, notamment : les origines étrangères du fascisme, considérées comme incompatibles avec la tradition espagnole ; la place accordé à l’État par le fascisme, idolâtré, omnipotent contrôlant de plus en plus de domaines de la vie publique ; la marginalisation de la religion, en particulier le profil ouvertement païen et anti-chrétien des nazis ; la volonté d'ingénierie sociale ; la focalisation fasciste sur l'industrie et l'industrie lourde, incompatible avec la perspective traditionaliste rurale ; le nationalisme, avec la nation et l'ethnicité élevées au rang de Dieu laïque ; le racisme, qui suscitait généralement une opposition catégorique des traditionalistes, qui l'associaient à l'idéologie séparatiste basque ; le culte du chef, considéré comme proche d’une idolâtrie blasphématoire ; le centralisme et l'homogénéisation, qui effacent les identités et institutions locales ; certaines pratiques modernes, comme l'« horreur » de jeunes femmes aux épaules et aux jambes nues défilant en masse dans les stades de sport,.

### Franquisme

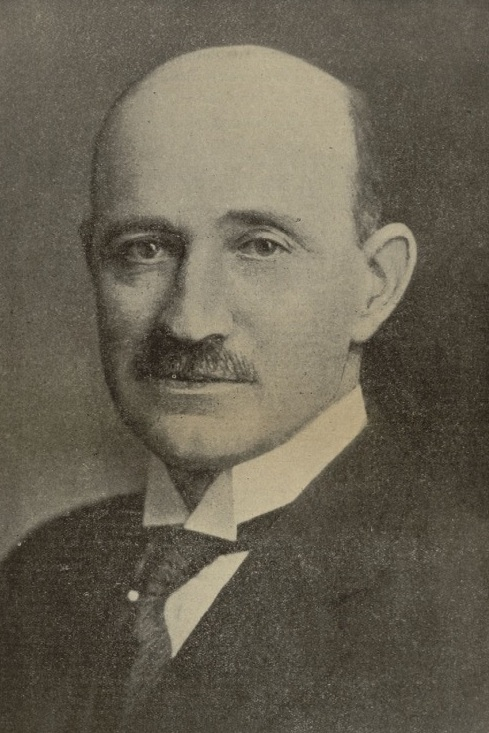
Víctor Pradera.

Au premier abord, le nom du parti étatique franquiste — Falange Española Tradicionalista, « Phalange espagnole traditionaliste » — pourrait suggérer que le traditionalisme était fermement ancré dans la théorie politique franquiste. En effet, il y a un consensus général pour affirmer que le traditionalisme a fortement contribué à la doctrine politique franquiste,. Certains concluent que, une fois que le régime est sorti de sa phase national-syndicaliste du début des années 1940, il était peut-être plus proche du modèle traditionaliste que de tout autre concept politique théorique. D'autres limitent le rapprochement à la période de 1944 à 1957, entre la mise à l’écart du phalangisme et l’adoption de la voie technocratique,. On attribue aux anciens théoriciens d'Acción Española d'avoir insufflé l'esprit traditionaliste, basé sur sa conception du national-catholicisme d’avant-guerre, dans la forme institutionnelle du pays ; en 1958, l’État franquiste s’autodéfinissait comme une monarchie traditionnelle, catholique, sociale et représentative. Les caractéristiques communes importantes, hormis les points communs d’opposition tels que la démocratie, la ploutocratie, le socialisme, le communisme, le libéralisme, le parlementarisme, la franc-maçonnerie et les « valeurs européennes », peuvent être : une vision organique de la société, une culture soumise à l'Église catholique, une représentation politique corporative et une focalisation sur la tradition hispanique.
Les universitaires traitant de l'histoire et de la doctrine du traditionalisme durant l'époque franquiste soulignent son positionnement paradoxal, incohérent, contradictoire, fragmenté et erratique par rapport au régime,,. Les penseurs liés au carlisme ont continué à affirmer que le système construit par Franco était totalement incompatible avec le traditionalisme, opposant le nationalisme au patriotisme non ethnique, le centralisme au régionalisme, l'homogénéisation à la diversité, le caudillaje hybride à la monarchie, l'État omnipotent et son dirigisme à une structure minimaliste effacée, le parti unique monstrueux à l'élimination de tous les partis, les Cortès fondées sur des nominations du pouvoir aux Cortès s'appuyant sur une véritable représentation organique, le syndicalisme au corporatisme et l'Église soumises à l'État contre l'État soumis à l'Église, ainsi que des accusations liées aux changements survenus à la fin du franquisme, notamment ceux liés à l'esprit technocratique et à la liberté religieuse. En conséquence, politiquement, les traditionalistes n'ont pas réussi à former une position cohérente face au régime de Franco ; leur position allait de la violence et de la conspiration à la non-participation, à l'opposition intra-système, à la coopération conditionnelle, à l'approbation et enfin à l'amalgame dans un courant baptisé le carlo-franquisme.

### Nationalisme

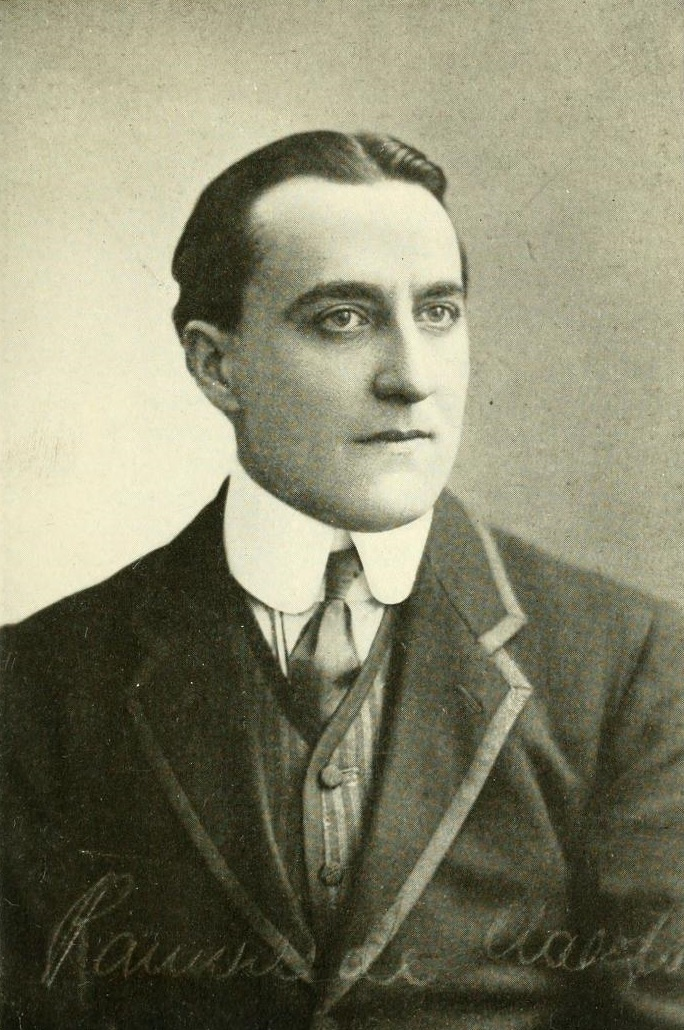
Ramiro de Maeztu.

Certains universitaires affirment que, initialement clairement anti-nationaliste, dans les années 1870, la branche carliste du traditionalisme commença à se rapprocher du nationalisme. Quelques auteurs traditionalistes se définirent eux-mêmes comme espagnolistes ; certains d'entre eux, spécialement Pradera, ont pu être décrits comme des espagnolistes de premier plan ; enfin, l'esprit du national-catholicisme, aussi bien dans ses incarnations d'avant la guerre civile à travers Acción Española ou après guerre à travers le régime franquiste, est parfois défini comme du traditionalisme enveloppé dans un nationalisme intégral. Quelques universitaires relient le traditionalisme non au nationalisme espagnol mais au nationalisme basque. Selon l'opinion dominante toutefois, le traditionalisme fut toujours un rival et un opposant du nationalisme espagnol à proprement parler, que ce soit au début du XIXe siècle ou du XXIe siècle. Le nationalisme primitif émergea de la Révolution française et fut soutenu par son corpus idéologique, en premier lieu la souveraineté du peuple, et en tant que tel il constituait une compréhension absolument incompatible avec la conception traditionaliste. Pendant la majeure partie du XIXe siècle, les nationalismes européens — allemand, italien, polonais — ne reçurent aucun soutien de la part des traditionalistes, qui les ont associés à leurs antagonistes — libéralisme, carbonarisme ou divers types de républicanisme — et ont applaudi leurs défaites aux mains de la Sainte Alliance.
À la fin du siècle, l'émergence des mouvements basque et catalan amena le traditionalisme à formuler une réponse traditionaliste au nationalisme moderne, en termes culturels d'hispanité plutôt qu'en termes nationalistes d'espagnolisme. Il semble que le traditionalisme ait pu servir d'incubateur pour les nationalismes catalan et basque,, et au début du XXe siècle, un certain nombre de personnes quittèrent le traditionalisme pour devenir des militants des nationalismes périphériques. Elles furent considérées comme des traîtres dans le camp traditionaliste et furent accueillies avec une grande hostilité. L'émergence du nationalisme intégral inspiré de Maurras dans les années 1920 eut un certain impact sur le traditionalisme, mais le manque d’un composant transcendant et d’une logique rationnelle empêcha une intégration plus grande de cette pensée. Les traditionalistes de l'école d'Acción Española, qui se rapprochèrent du national-catholicisme du début des années 1940, n'étaient pas immunisés contre les tentations du nationalisme, même dans sa branche non-intégraliste, fondée sur l'ethnicité. Ceux qui étaient dans l’orbite du carlisme s’en tinrent fermement au concept d’hispanité, regrettant la répression franquiste des cultures basque et catalane tout en s'opposant fermement aux ambitions politiques nationalistes dans les régions concernées. Les États-nations, qui dominèrent l'Europe du XXe siècle, étaient considérés comme incompatibles avec le traditionalisme.

### Autres

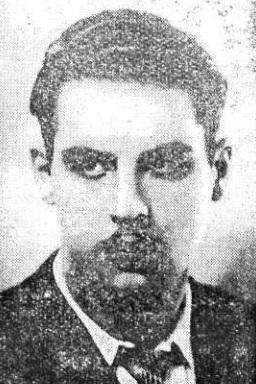
Jaime del Burgo Torres.

Au fil du temps, le traditionalisme s’est recoupé avec ou a été lié à plusieurs autres concepts, doctrines politiques, tendances théoriques, ou autres dénotant des phénomènes politiques, sociaux ou culturels. Ils peuvent être concerner différents aspects : concepts politiques généraux — contre-révolution, réaction, droite — ; questions religieuses — apostoliques, néo-catholiques, ultramontanisme, lefebrismo, intégrisme, cléricalisme, national-catholicisme, démocratie chrétienne — ; organisation territoriale — fédéralisme, régionalisme, foralisme (ou fuerismo),, cuarentaiunistas (es), antitrentainuevistas, autonomisme , navarrisme, basquisme, catalanisme — ; mode de vie et production — provincionalismo, agrarisme, ruralisme — ; politique étrangère — impérialisme, ibérisme, germanophilie, anglophobie, anti-européisme, — ; monarchie — légitimisme, royalisme, blancs d'Espagne, miguelisme — ; organisation de la société — communautarisme, autoritarisme, organicisme, corporatisme, socialcatholicisme, sociedalismo, néotraditionalisme — ; stratégies ou phénomènes sociaux ou politiques de courte durée : — doceañistas, malcontents, oyalateros, trabucaires montemolinismo, matiners, transactionisme, immobilisme, aperturismo, minimismo, bunkerismo, socialisme autogestionnaire — ; suiveurs d’une personnalité, parfois assimilé à une option politique — pidalistas, menendezpelayistas, mellistas, nocedalistas,', jaimistas,cruzadistas, falcondistas, sivattistas, carloctavistas, juanistas, rodeznistas, estorilos, javieristas, hugocarlistas, juancarlistas, sixtinos, javierocarlistas, tronovacantistas —. Bien qu’aucun de ces termes ne soit essentiel pour comprendre l'histoire ou la doctrine du traditionalisme, ils le situent dans ses différents contextes conceptuels et peuvent servir de points de repère.

## Sélection de textes traditionalistes

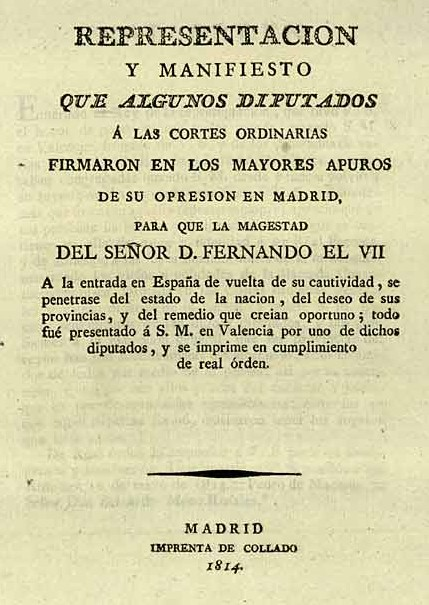

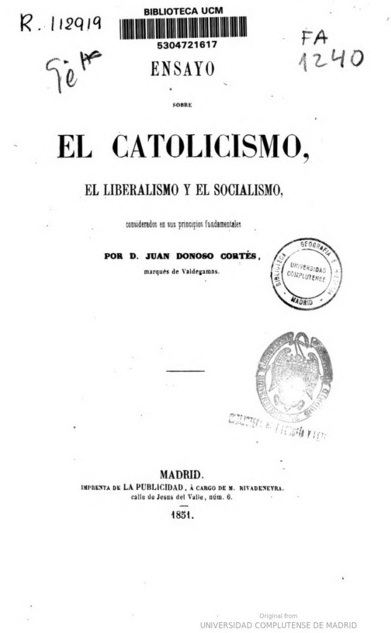

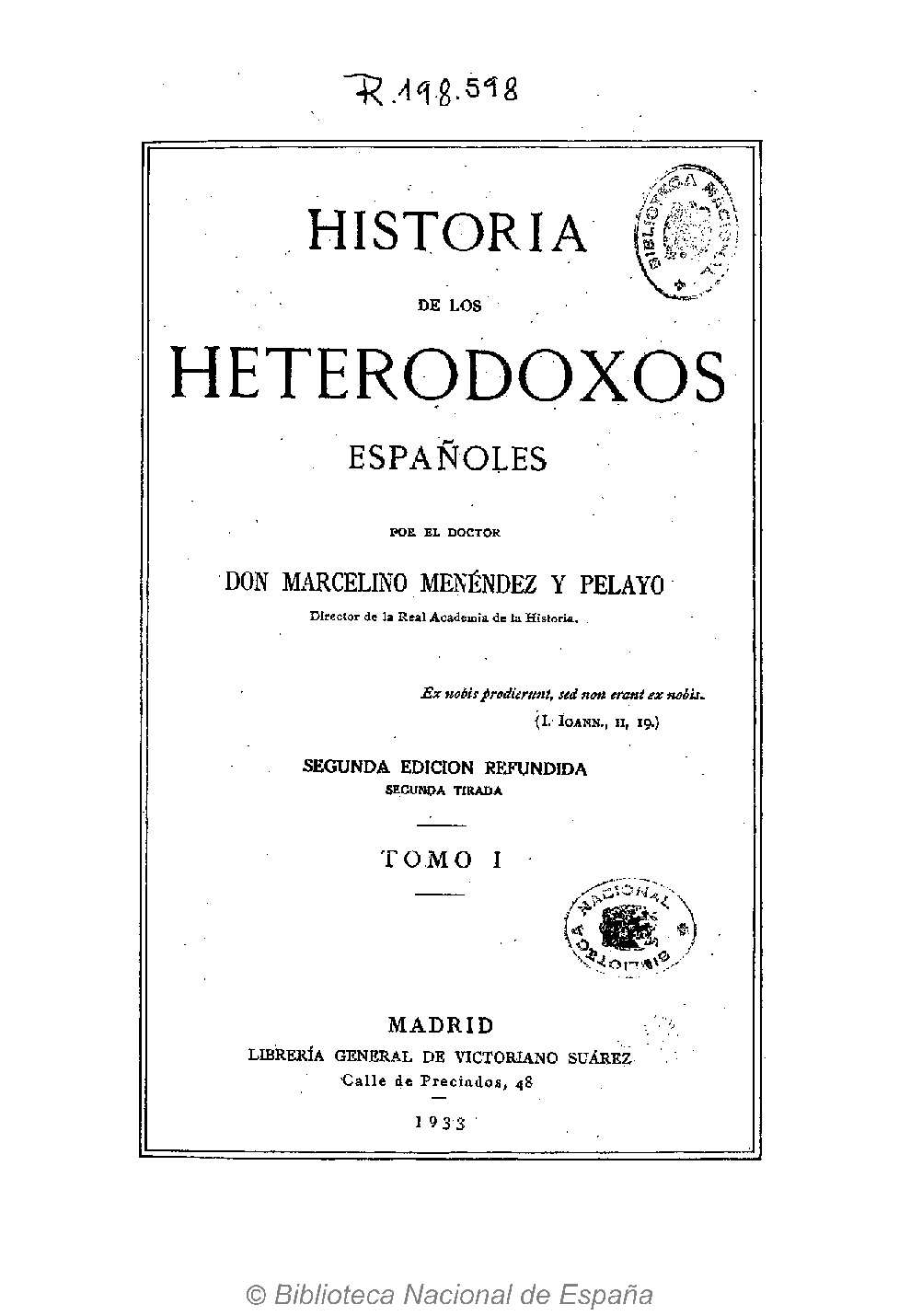

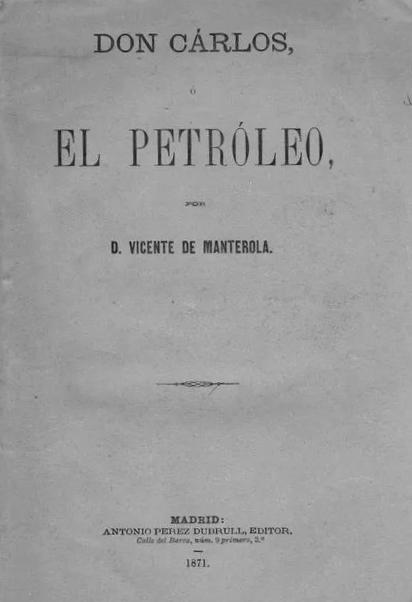

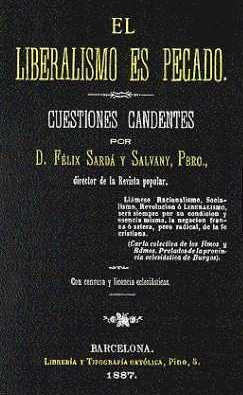

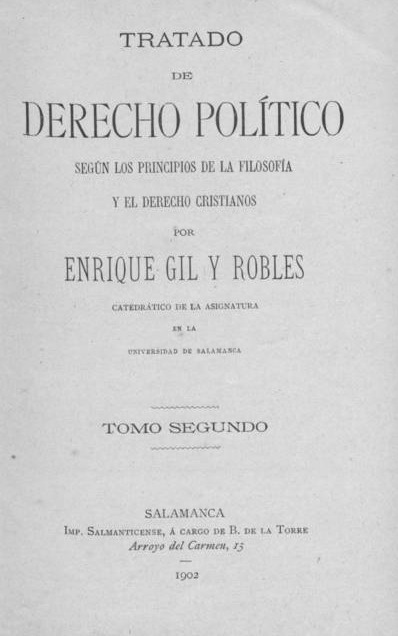

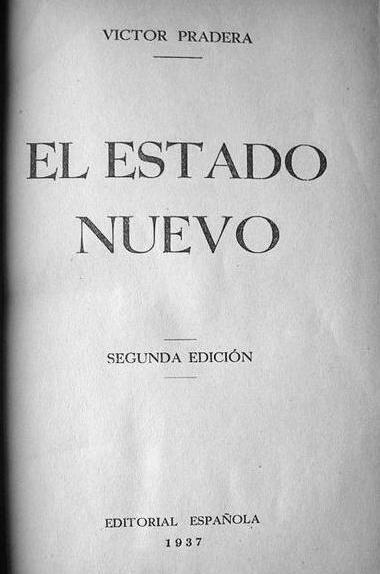

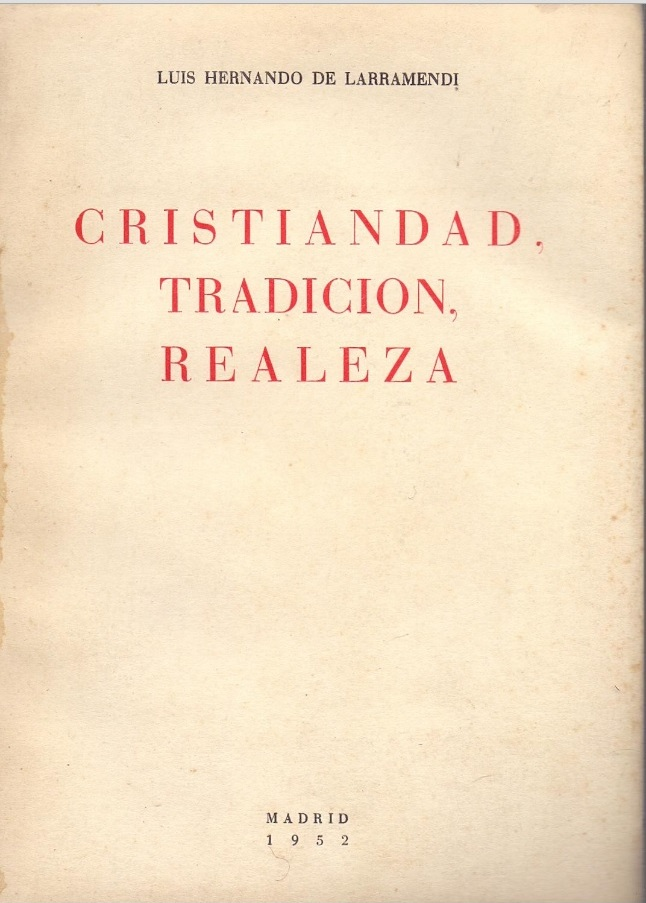

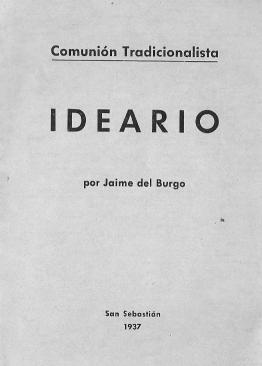

| Sélection de 60 textes traditionalistes |                                                                    |                                  |
| année                                   | titre                                                              | auteur                           |
| 1814                                    | Manifiesto de los Persas                                           | Bernardo Mozo de Rosales         |
| 1818                                    | Apologia del altar y del trono                                     | Rafael de Veléz                  |
| 1822                                    | Manifiesto del barón de Eroles a los Catalanes                     | Joaquín Ibáñez-Cuevas y Valonga  |
| 1833                                    | Manifiesto de Castello Branco                                      | Carlos María Isidro de Borbón    |
| 1842                                    | La España en la presente crisis                                    | Vicente Pou                      |
| 1843                                    | Las leyes fundamentales de la monarquía española                   | Magín Ferrer y Pons              |
| 1845                                    | Manifiesto del Conde de Montemolín a los españoles                 | Jaime Balmes                     |
| 1851                                    | Ensayo sobre el catolicismo, el liberalismo y el socialismo        | Juan Donoso Cortés               |
| 1864                                    | Carta de Maria Teresa de Borbón y Braganza                         | Pedro de la Hoz                  |
| 1868                                    | La solución española en el rey y en la ley                         | Antonio Juan de Vildósola        |
| 1869                                    | Carta de Don Carlos a su hermano Don Alfonso                       | Antonio Aparisi y Guijarro       |
| 1869                                    | El Rey de España                                                   | Antonio Aparisi y Guijarro       |
| 1869                                    | La solución lógica en la presente crisis                           | Gabino Tejado                    |
| 1870                                    | La política tradicional de España                                  | Bienvenido Comín (es)            |
| 1871                                    | Don Carlos o el petróleo                                           | Vicente Manterola                |
| 1874                                    | Manifiesto de Deva                                                 | Carlos de Borbón                 |
| 1880                                    | Historia de los heterodoxos españoles                              | Marcelino Menéndez Pelayo        |
| 1880                                    | ¿Qué esperáis?                                                     | Alejandro Pidal y Mon            |
| 1887                                    | Le libéralisme est un péché [« El liberalismo es pecado »]         | Félix Sardà y Salvany            |
| 1888                                    | El pensamiento del Duque de Madrid                                 | Luis de Llauder y Dalmases       |
| 1888                                    | Manifestación de Burgos                                            | Ramón Nocedal                    |
| 1897                                    | Acta de Loredán                                                    | œuvre collective                 |
| 1899                                    | Tratado de derecho político                                        | Enrique Gil Robles               |
| 1905                                    | Credo y programa del Partido Carlista                              | Manuel Polo y Peyrolón           |
| 1910                                    | Las Cortes de Cádiz                                                | Juan María Roma                  |
| 1912                                    | ¿Cuál es el mal mayor y cuál el mal menor?                         | José Roca y Ponsa                |
| 1914                                    | La crisis del tradicionalismo en España                            | Salvador Minguijón (es)          |
| 1919                                    | Acuerdo de la Junta Magna de Biarritz                              | œuvre collective                 |
| 1921                                    | La autonomia de la sociedad y el poder del estado                  | Juan Vázquez de Mella            |
| 1930                                    | Doctrinas y anhelos de la Comunión tradicionalista                 | œuvre collective                 |
| 1932                                    | Verdadera doctrina sobre acatamiento                               | Manuel Senante Martinez          |
| 1934                                    | Defensa de la Hispanidad                                           | Ramiro de Maeztu                 |
| 1934                                    | Manifiesto de Viena                                                | Alphonse Charles de Bourbon      |
| 1935                                    | El Estado Nuevo                                                    | Víctor Pradera                   |
| 1937                                    | Ideario                                                            | Jaime del Burgo (es)             |
| 1937                                    | Corporativismo gremial                                             | José María Araúz de Robles       |
| 1938                                    | El sistema tradicional                                             | Luis Hernando de Larramendi (es) |
| 1938                                    | El tradicionalismo político español y la ciencia hispana           | Marcial Solana González-Camino   |
| 1939                                    | Manifestación de los ideales tradicionalistas                      | œuvre collective                 |
| 1949                                    | ¿Quién es el Rey?                                                  | Fernando Polo                    |
| 1949                                    | España, sin problema                                               | Rafael Calvo Serer               |
| 1952                                    | El poder entrañable                                                | Vicente Marrero Suárez           |
| 1954                                    | La monarquía tradicional                                           | Francisco Elías de Tejada        |
| 1954                                    | La monarquía social y representativa en el pensamiento tradicional | Rafael Gambra Ciudad             |
| 1960                                    | Instituciones de la Monarquía Española                             | Jaime de Carlos Gómez-Rodulfo    |
| 1961                                    | Tradición y monarquía                                              | José María Codón Fernández       |
| 1961                                    | Meditaciones sobre el Tradicionalismo                              | José María Pemán                 |
| 1963                                    | El Carlismo y la Unidad Católica                                   | œuvre collective                 |
| 1965                                    | Consideraciones sobre la democracía                                | Eugenio Vegas Latapié            |
| 1969                                    | Fundamento y soluciones de la organización por cuerpos intermedios | Juan Vallet de Goytisolo         |
| 1971                                    | ¿Qué es el carlismo?                                               | œuvre collective                 |
| 1977                                    | Política española. Pasado y futuro                                 | Francisco Canals Vidal           |
| 1977                                    | Así pensamos                                                       | Frederick Wilhelmsen (en)        |
| 1986                                    | Los errores del cambio                                             | Gonzalo Fernández de la Mora     |
| 1996                                    | Panorama para una reforma del estado                               | Ignacio Hernando de Larramendi   |
| 2002                                    | La actualidad del „Dios-Patria-Rey”                                | Álvaro d'Ors                     |
| 2008                                    | La constitución cristiana de los estados                           | Miguel Ayuso                     |
| 2011                                    | El estado en su laberinto                                          | Miguel Ayuso                     |
| 2016                                    | Programa político                                                  | œuvre collective                 |
| 2019                                    | La sociedad tradicional y sus enemigos                             | José Miguel Gambra Gutiérrez     |